# 鉄道車両の台車

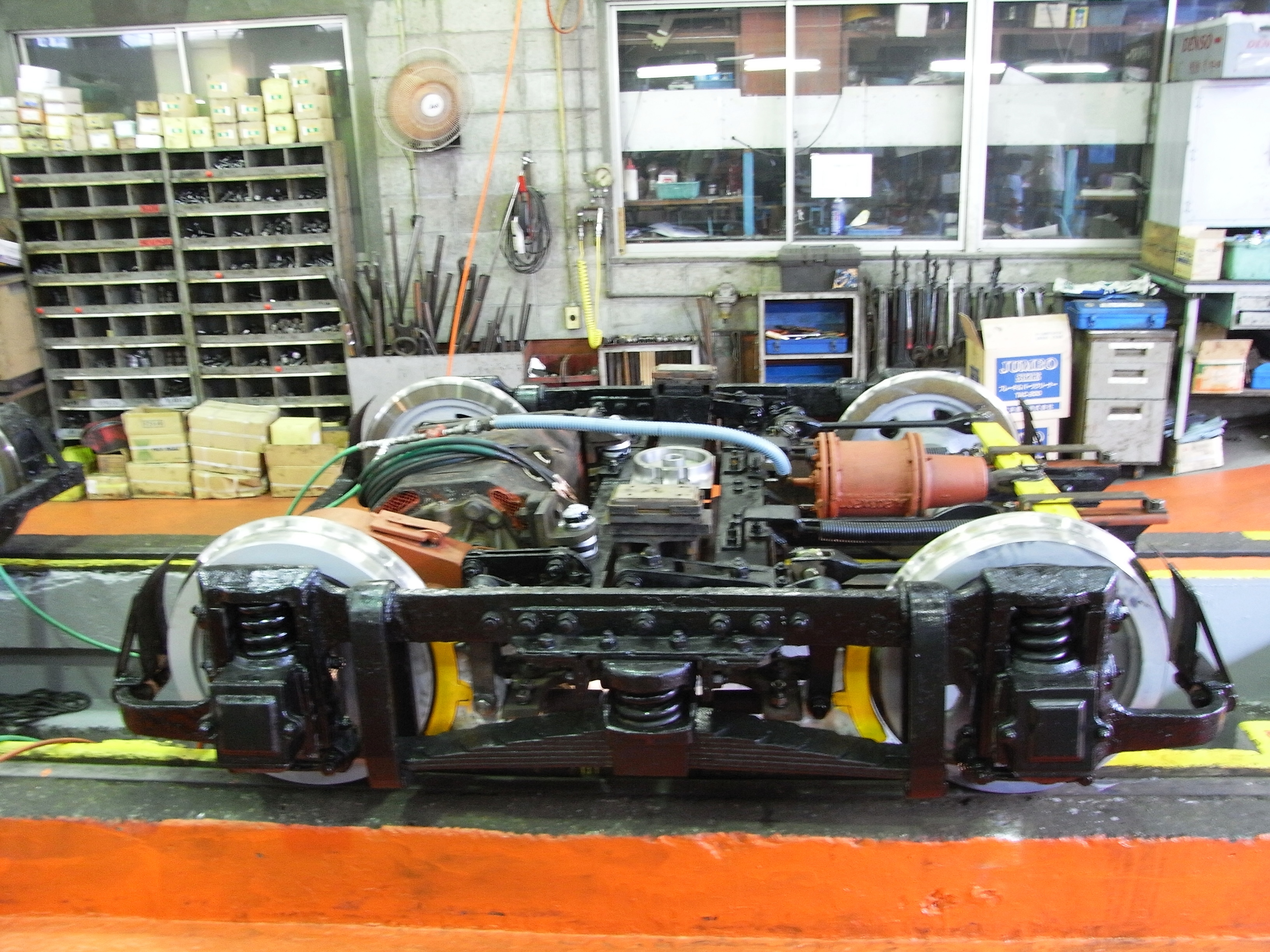
ブリル77E形
広島電鉄千田車庫
2008年6月8日

鉄道車両の台車（てつどうしゃりょうのだいしゃ）とは、鉄道車両において、車体に直結されていない、自由度のある走り装置のことである。

## 概要

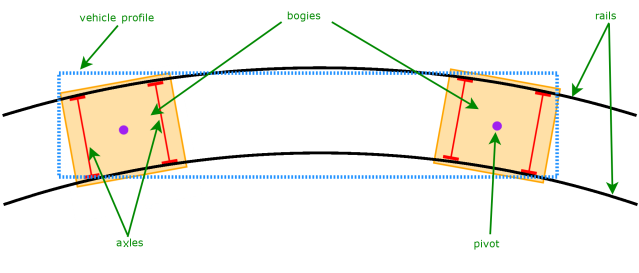
曲線でのボギー台車の働き

車両の走行のための装置の総称は走り装置（または走行装置）であり、台車とは、車体に直結されていない、自由度のある走り装置のことである。
蒸気機関車の動輪やワム80000のような二軸貨車の走り装置は台車とは呼ばない。これらの走り装置は固定軸受もしくは固定車軸と呼ばれる、一方旧式の電気機関車（EF58など）の足回りはボギー台車とかなり異なった形だが、動輪部を含めれっきとした台車（通常は1両につき先台車と主台車を2組で構成される）である。国鉄においてはボギー台車、一軸台車、機関車の主台車、先台車、従台車には台車形式を付与しているが、固定軸受には台車形式は付与していない。
また熊本市交通局9700形電車のような超低床電車（いわゆるライトレール）には、1車体4輪としつつ車軸を持たない独立車輪を、それぞれ旋回可能な4つの台車で保持しているものもある。
現在最も多く用いられている2軸ボギー台車は、右図のように1車両あたり4軸を2軸ずつの小さな単位に分割し、車体に対して回転できる（一部に3軸ボギー台車や4軸ボギー台車、あるいはそれらを複数組み合わせて一まとまりとして使用するケースもある）。
鉄道車両の車輪は車軸に固定されており（輪軸という）、初期の蒸気機関車・客車・貨車は4輪、すなわち2軸であった。車体の長大化、重量の増大につれより多くの車輪・車軸が必要となるが、2軸以上を車体に固定すると曲線の通過が困難になる。また、2軸であっても、固定された状態でその間隔（固定軸距）が長くなると、理想的には輪軸がレールと直角になるべきところ、その角度のずれ（アタック角）が大きくなるため、走行抵抗が大きくなり曲線通過が困難になる。
ボギー台車は曲線に追従して回転できるため、曲線の通過が容易となる。また、乗り心地や走行性能についても、縦の揺動をボギーの2軸間で一旦平準化するので揺れが少なくなり、ばね装置を2段階にできる点でも固定軸車に比べて有利である。ばね装置を台車構造の内部で完結する構造としたものが多く、車体と台車の機能の切り離しが行われる形になっていたが、近年は、枕ばね（後述）を車体との間に持たせる形のものが増えている。
特に古い機関車の台車については、旅客車のボギー台車とは大きく異なるものが用いられた。これについては機関車の台車を参照されたい。

## 台車の役割
台車の役割は次のようなものである。

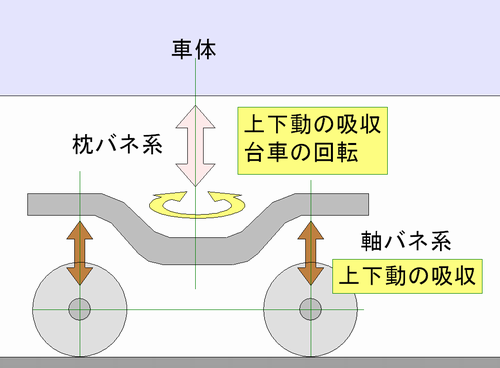
台車に設けられる二種類のばね

- 車体の重量を車輪を介してレールに伝えることで車体を保持する。
- 車体をレールにそって安定して高速に走行させる。
- 車輪の回転による推進力（動台車の場合）および制動時のブレーキ力を車体に伝える。
- 曲線で、レールから車輪に伝わった横向きの力（方向を変える力）を車体に伝える。同時に、車輪がカーブに沿うよう台車自身を回転可能とする（ボギー台車）。
- 走行時に線路から伝わる振動や衝撃をなるべく車体に伝えないように減衰させる。
- 線路の平面からのずれを補償（吸収）して、4つの車輪がレールから浮かないようにする。
- 駆動装置、ブレーキ装置が組み込まれる。多くの電気車の場合は動力装置となるモーターも組み込む。

このうちばね機能と回転機能の概要を図示すると右のとおりで、ばね機能は一般に二種類のばねで分担される。

## 台車の種類

### 基本的な分類

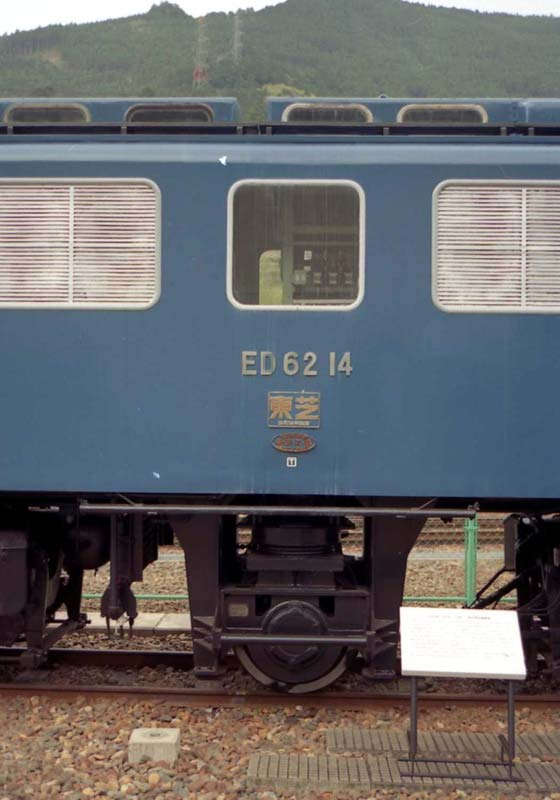
国鉄ED62形電気機関車14号のTR109形1軸中間台車
（佐久間レールパーク）

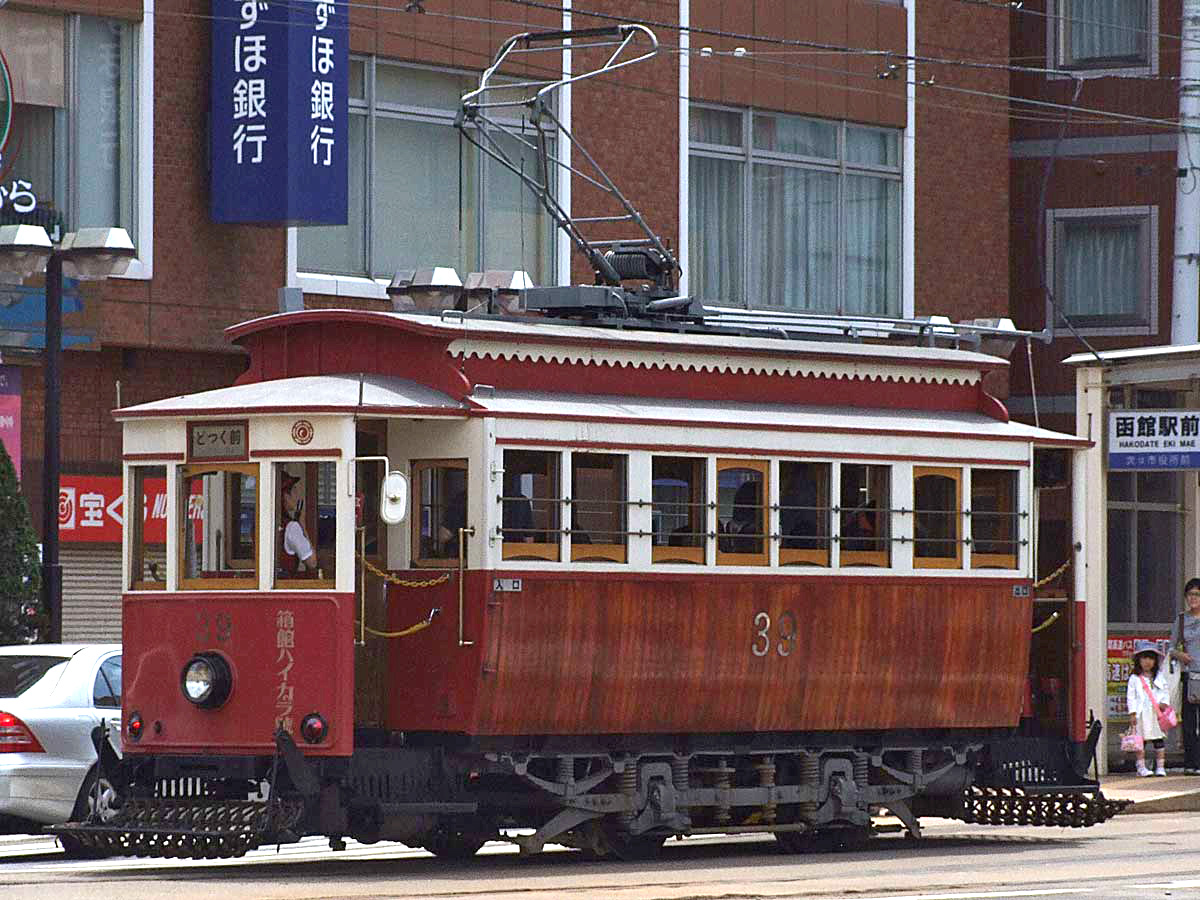
函館市交通局30形
単台車のBrill 21Eを装着する車両の例。

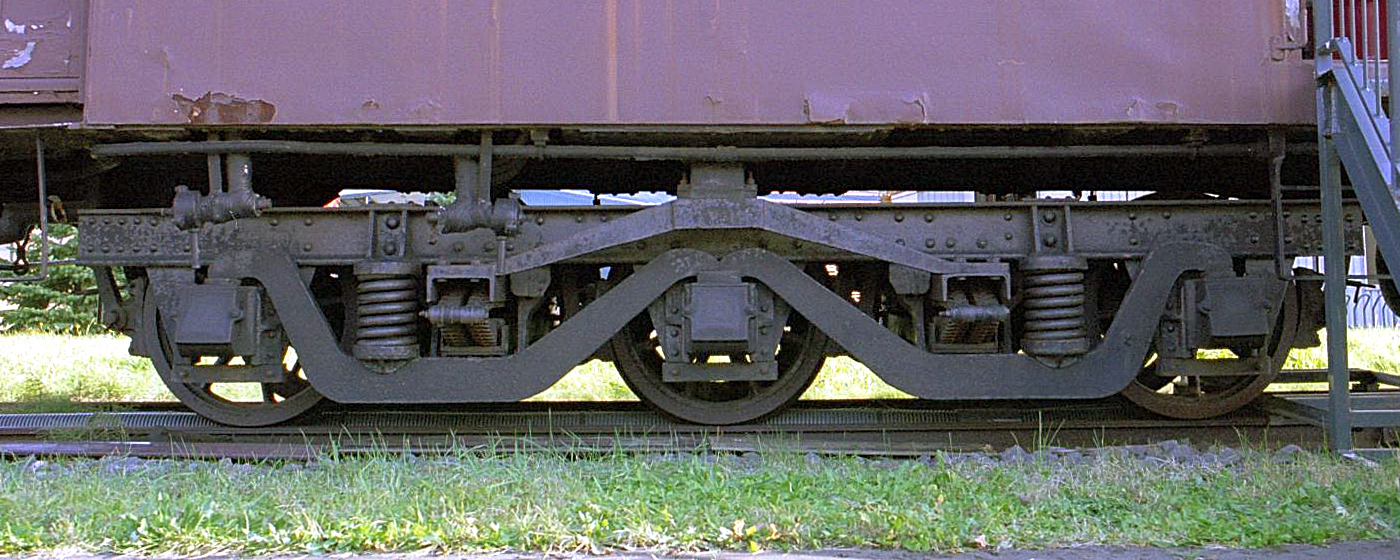
イコライザー式三軸ボギー台車の例
（国鉄TR71形）

一軸台車 
一つの輪軸で構成される台車。一軸台車は東急デハ200形の連接台車 (TS-501) や写真のED62電気機関車の中間台車 (TR109) などで採用されている。
単台車 
古典的な電車の4輪単車などに、1車体に1台取り付けられている台車。台車が台枠に対してばねを介して取り付けられているため、車体に対する回転（首振り）機能は持たない。ラジアル式台車は単台車の輪軸を前後方向にも可動する構造にして曲線通過性能を向上した台車で、J.G.Brill社やボールドウィン・ロコモティブ・ワークス社、それに丹羽工業所などが1910年代に製造した。文献によっては「台車枠を有せず、輪軸を直接車体に取り付けたもの」と一般的な二軸車の固定軸受と紛らわしい定義にされることもあるが、固定軸受がばねを介して一つの輪軸が台枠に取り付けられているのに対して、単台車は二つの輪軸がばねを介して台車枠に取り付けられ、その台車枠がばねを介して台枠に取り付けられている。
ボギー台車 
電車・客車などで1車体に2台取り付けられる台車。機関車には使用条件や要求性能に応じて1車体に3台ないしは4台取り付ける場合もある。
- 2軸ボギー台車
- 3軸ボギー台車
- 4軸以上のボギー台車：特殊。日本では重量物を運ぶ大物車に用いられるのみ。
- 複式ボギー台車

#### 機関車の台車
機関車でとくに旧形のものは、旅客車のボギー台車とは様相が大きく異なる。蒸気機関車の場合、動輪は軸ばねを介して台枠に直接取り付けられるが、先輪・従輪で台枠に対して回転可能なものは、先台車・従台車と呼ばれる。国鉄では形式にLTを付する。これらのうち、2軸で心皿（後述）を中心に回転するものは、ボギー台車の一種である。（元来、旅客車のボギー台車は歴史的には蒸気機関車のそれにならったものである。鉄道車両の台車史#ボギー台車の誕生を参照）。これに対して1軸のものは一般に外の1点を中心に回転して動輪との位置関係でカーブに沿うようにされている。
また、日本ではEH10形以降の電気機関車は、頑丈な台枠を持つ車体に連結器が取り付けられ、ボギー台車で駆動する形であるが、それ以前の旧形電気機関車は、蒸気機関車と同様の台車枠（台枠）に動輪が付けられ、連結器はその台車枠に設けられていた。多くの場合、蒸気機関車と同様に先台車が設けられるが、これに対して動輪の部分の台車は主台車と呼ばれ、国鉄では形式にHTを付する。また、多くの形式は前後の台車が中央で中間連結器と呼ばれる連結器によって連結され、牽引力もこの連結器を介して伝達する形になっていた。先台車は、主台車の先端にさらに回転するように取り付けられ、カーブでガイドする役割を担った。
6動軸をもつF形機関車で、2軸ボギー台車3組を用いるものは、カーブを曲がるときに線路への横圧が大きくならないよう、中間台車が横動しやすい特殊な構造が用いられる。動輪のない中間台車 が、軸重調整のために設けられる場合もある。また固定した3軸ボギー台車とすると中央の軸の横圧が大きくなるので、DE10形ディーゼル機関車などでは1軸ごとに可動の特殊な形が用いられている。古いタイプの機関車には、3軸台車も多く用いられ、うち2軸のみ動輪など、さまざまなタイプがあった。

### 動力の有無による分類
動力台車及び電動台車
動力車において、台車に減速歯車と駆動装置が付いているものを動力台車、特に主電動機が付いているものは電動台車と呼ぶ。
ただし旧式電気機関車の動輪が付いている台車は従台車と組み合わせて使う関係で「主台車」と呼ぶ。
付随台車
客車や貨車、電車などの付随車に用いられる駆動装置のない台車。一般に制動装置（ブレーキ装置）は装備されている。動力車においても、機関車では軸重調整、気動車では1エンジン車、電車ではMT比の調整などで、一部の台車を付随台車とする場合もある。
ただし通常蒸気機関車や旧式電気機関車の前後にある曲線通過時の運転を円滑にするための台車は「先台車」「従台車」と呼ばれる。また、一部の蒸気機関車ではブースターと称し、従台車に小型の蒸気機関による駆動装置を取り付けて始動時の加速補助にのみこれを使用するケースが存在したが、これは動輪に含めない。

### 車両への取り付け位置による名称

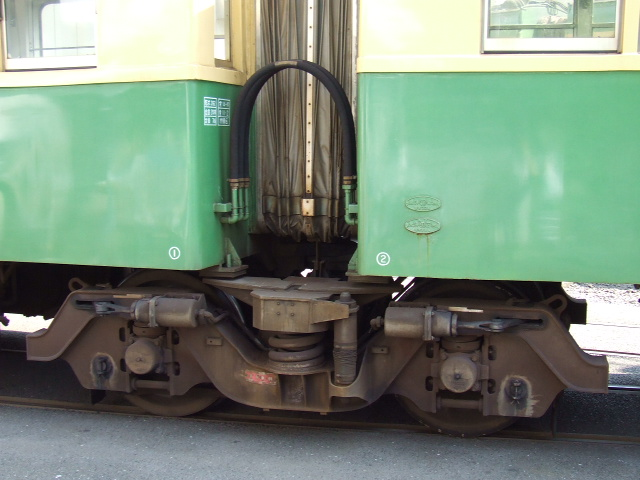
連接台車の例（江ノ島電鉄300形電車）

連接台車・端台車・関節台車
車体の長い電車などで車体を常時分割しない連結にし、その連結部分に広い上心皿をもうけてこれを台車の芯皿と組み合わせたもの。多くの場合ボギー台車が使用されるが、1軸台車が使われる場合もある。
対して連接車の車端に設置される連接構造ではない台車は端台車と呼ばれることもある。
連接車は車体に2つの台車を設けるボギー車に比較して、編成における台車の数が少なくなるが、その得失については当該項目を参照されたい。
中間台車
ボギー車に3台以上台車が取り付けられている場合、中間部分に設置された台車の名称。多くの場合ボギー台車が使用されるが、1軸台車が使われる場合もある。
先台車・従台車

## 全体構造
|   | 車体                                            |
| 1 | 車体支持装置 （上下・左右動、回転を受ける部分） |
| 2 | 台車枠                                          |
| 3 | 軸箱支持装置 （上下動を受ける部分）             |
| 4 | 軸箱 - 軸受（輪軸回転を受ける）                 |
| 5 | 輪軸（車軸 - 車輪）                             |
|   | レール                                          |

多くの旅客車で使用されている台車ではおおむね右図のようになっている。通常1では回転機構と、車体・台車枠間の上下・左右動を受けるばねとその振動を減衰させるダンパーの機構、3では軸箱・台車枠間の上下動を受けるばねおよびダンパーの機構を設ける。1を車体支持装置、3を軸箱支持装置とよぶ。両者は、多くの種類が考案・実用化されてきた。なお車体支持装置には一般に前後の牽引力を伝達する装置も組み込まれる。また、列車を止める制動装置（ブレーキ）や、動力台車では、駆動装置が搭載される。
台車の前後方向は固定され、車体と台車の間の牽引力・ブレーキ力を伝達する。（なお前後・左右はそれぞれ列車の進行方向と、それに直交する枕木方向。上下は垂直方向とし、回転はこの垂直軸の回りの回転とする）。
輪軸がレールに沿って進行するため、基本的に左右方向の動きが拘束され、車体の揺れや曲線で生じる左右の相対移動を台車が大きく負担・吸収すること、操舵のために自ら回転させる必要がないことが、自動車のサスペンションと大きく異なる点として挙げられる。

### ばね下重量・ばね間重量

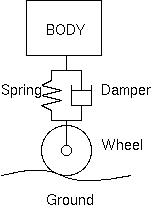

右図のように模式的に車体 - ばね - 輪軸が垂直に並んでいるとして、レールにより上下動が生じた状態では、一般にはばねより下の重量が軽いほど、車輪が容易にレールに追随することになり、またばねを介して車体に与える振動衝撃も少なくなる。一般には鉄道車両の台車では通常台車枠と軸箱間にある軸ばねの下に相当する。また、軸箱以下のばね下重量ほどではないが軸ばねと枕ばねの間、つまり台車枠などの質量も軽いことが望ましく、ばね下重量とばね間重量の軽量化にはさまざまな工夫がされてきた。

## 車体支持装置

### 車体支持方式

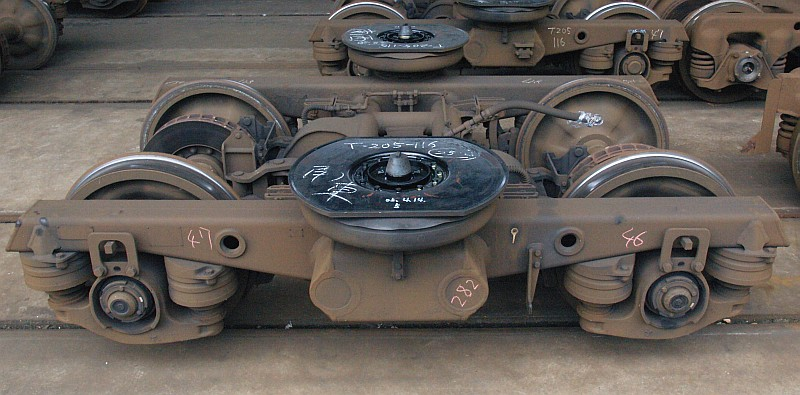
上面から見たボルスタレス台車 (TR235D)

- スイングハンガー方式（揺れ枕吊り方式）：詳細は揺れ枕守方式とその欠点を参照。
- インダイレクトマウント：詳細はインダイレクトマウント方式を参照。
- ダイレクトマウント：詳細は枕ばりの機構および牽引力を伝達するボルスタアンカーを参照。
- ボルスタレス：ボルスタレス台車を参照。

### 車体支持装置の構成要素
| スイングハンガー方式 | インダイレクトマウント方式 | ダイレクトマウント方式 | ボルスタレス方式 |
| -------------------- | -------------------------- | ---------------------- | ---------------- |
| 車体                 |                            |                        |                  |
| 心皿・側受 (Y)       | 心皿・側受 (Y)             | 枕ばね (V+H)           | 枕ばね (Y+V+H)   |
| 上揺れ枕             | ボルスタ                   | ボルスタ               | 台車枠           |
| 枕ばね (V)           | 枕ばね (V+H)               | 心皿・側受 (Y)         |                  |
| 下揺れ枕             | 台車枠                     | 台車枠                 |                  |
| 揺れ枕つり (H)       |                            |                        |                  |
| 台車枠               |                            |                        |                  |

主要な車体支持機構ごとに、車体と台車枠の間で荷重を伝達する構成要素を右表に示す。略号はそれぞれ、次の運動を行なうことを示す。

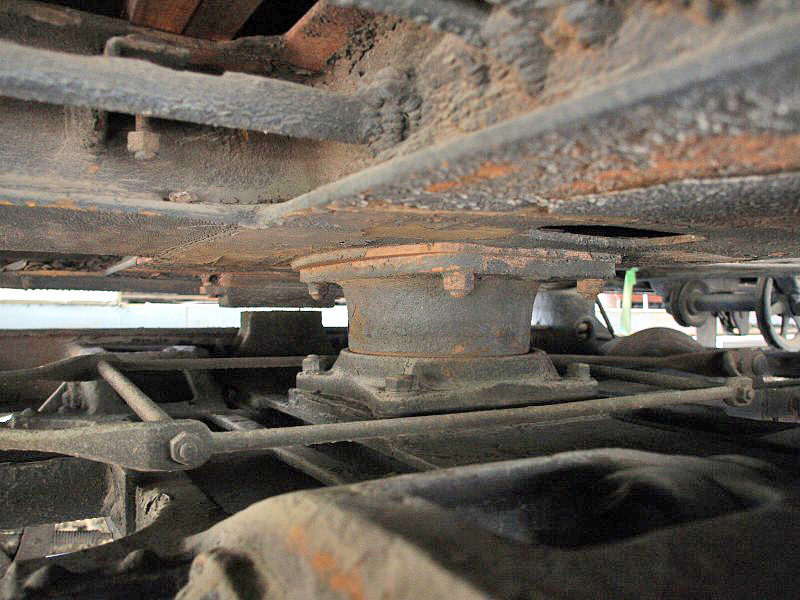
心皿・側受部分（国鉄TR43形）

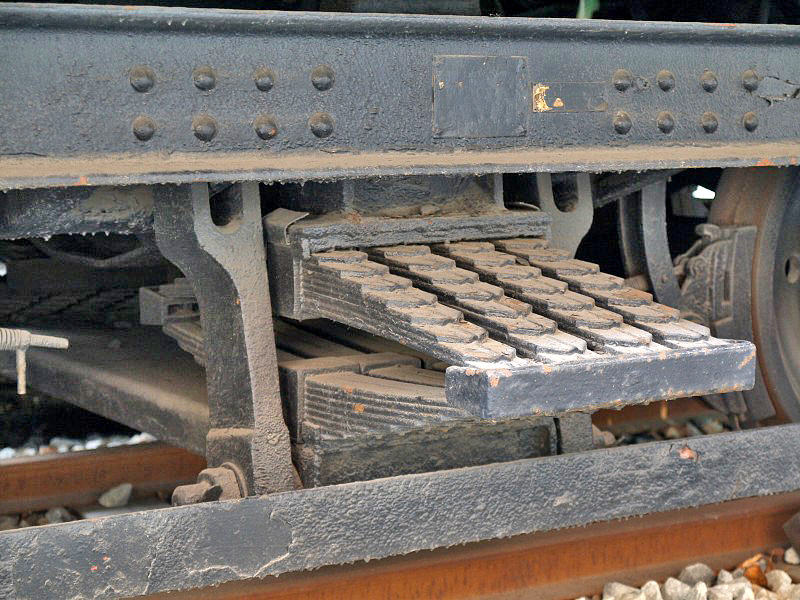
スイングハンガー方式を採用する台車の、重ね板ばねによる枕ばね部。（国鉄TR43形）

- Y: 回転 (Yawing)
- V: 上下方向 (Vertical)
- H: 左右方向 (Horizontal)

中心ピン・心皿
車体底部から下向きに凸になった部分（上心皿）が、上揺れ枕または枕梁の上に凹になった円形の穴（下心皿）にはめ込まれ、垂直荷重を受け、回転を行ない、牽引力を伝達する。また摺動摩擦により過大な回転を抑えるようになっている。詳細は、枕ばりの機構も参照。
側受
上揺れ枕または枕梁の左右に設置され、車体傾斜時にのみ荷重を負担する場合と、常に荷重支持を負担する場合とがある。歴史的には前者の方がより古い。一般に擦り板の摺動抵抗により回転を案内するが、車体傾斜時にのみ荷重を負担するタイプの一部には台車側にローラーを設置するものもあった。また、一般には台車1台につき心皿の左右に1組ずつ設置されるが、古い3軸ボギー台車では各車輪間の枕梁ごとに側受を置く構造であったため、左右2組を設置した。
右写真（心皿・側受部分）中央の、車体の枕梁から下に突き出すように固定された円筒形部品の底に接触するのが心皿。奥に上下非接触状態の側受が見える。この形式のように古い設計の台車では、一般に心皿が全荷重を負担するため、曲線通過時などの車体傾斜時以外には左右の側受は接触しない。
揺れ枕
スイングハンガー方式の場合2つあり、上揺れ枕、下揺れ枕と呼ばれ間に枕ばねをもつ。下揺れ枕は揺れ枕つりで台車枠に吊り下げられ、これが揺動することで振動を吸収する揺れ装置をなす。詳細は揺れ枕守方式とその欠点を参照。
揺れ枕つり
台車枠の内部の横梁、または側梁の外側から下揺れ枕を吊り下げるリンク。線路方向に揺動を許容するタイプと、枕木方向に揺動を許容するタイプの2種が存在する。右の写真（TR43形枕ばね部）では台車枠の内側から揺れ枕つりが下げられ、枕木方向の揺動を許容するようにリンクが構成されている。（下記枕ばね節の写真のDT21B形では台車枠の外側から下げられている）。多くの場合、下部が開くハの字形にされ、揺動に際して中心に復元する力を与えるとともに、揺れ枕中心部、すなわち心皿部分の上下動が少なくなるように構成されている。一部ではT字形のリンクとその左右に小型のリンクを組み合わせ、短いリンク長でより長いリンクと等価の作用を得られるようにしたものも存在する。一方機関車の中間台車など、横圧を小さくしなくてはならないものは、リンクを長くしたり、等価的に長くなる機構を採用したりして、復元力を極力小さくしている。
枕ばり（ボルスタ）
上の揺れ枕を1つに置き換えたものと見ることもできる（英語では揺れ枕もBolsterである）。詳細は枕ばりの機構およびインダイレクトマウント方式を参照。
枕ばね
車体と台車枠の間に設けられるばね装置。古くは主に上下動を受けるものであったが、多くの方向の運動を受けるものに発展してきて、材質・機構の変化とともに台車の中でも役割分担の変動の激しい部分である。スイングハンガー方式では揺れ枕装置の中、インダイレクトマウント方式ではボルスタの下と、車体とはなれて台車内部にあるが、ダイレクトマウント方式・ボルスタレス方式ではボルスタや台車枠と車体との間に位置して直接車体を支持する。詳細は枕ばねを参照。
右の写真（枕ばね部）の形式では複列の重ね板ばねを上下向かい合わせに組み合わせた枕ばね本体が、台車枠の内側から揺れ枕つりで吊り下げられた下揺れ枕に乗っている。また、軸箱間を連結するローワーレール（下軸箱守控：写真手前下側に写っている横方向の鋼棒）と呼ばれる補強梁が渡してあり、揺れ枕吊りによる枕木方向のスイングの際にこれと干渉するため、揺れ枕の可動範囲に制約があることがわかる。

### 前後方向の力の伝達
車体と台車（具体的には台車枠）との間の相対運動に関して、枕ばねは上下や左右方向の運動を吸収するが、前後方向については相対的に固定して輪軸と車体の間に生じる前後方向の力、すなわち牽引力やブレーキ力を伝達する必要がある。（なお輪軸と台車枠との間の伝達は下記の軸箱支持装置が行う）。
スイングハンガー方式、インダイレクトマウント方式においては車体と上揺れ枕または枕ばり（ボルスタ）の間は心皿・中心ピンで伝達されるが、そこから台車枠の間には枕ばねが介在する。またダイレクトマウント方式においては車体とボルスタの間に、ボルスタレス台車では車体と台車枠の間に枕ばねが介在する。しかし枕ばねは一般に横方向の剛性が低く、力の伝達には適しない。そのため以下のように様々な方式が用いられてきた。
揺れ枕守方式
スイングハンガー方式の中でも古い台車では上揺れ枕と台車枠の間に「すり板」を設け、相互に揺動する両者を接触させることで、前後の牽引力の伝達を行う揺れ枕守方式が主流であった。しかし揺れ枕守は、構造が簡単で安価な一方で、台車の揺れにより摩耗し「がたつき」を起こしやすいことが欠点である。詳細はボルスタアンカー#揺れ枕もり方式とその欠点を参照されたい。
ボルスタアンカー
上の欠点を克服するものとして登場したのがボルスタアンカーである。ボルスタアンカーは、枕ばねの上端・下端を前後方向に拘束し、牽引力やブレーキ力を伝達するもので、その他の動きは拘束しない。スイングハンガー方式では上揺れ枕と台車枠の間に、インダイレクトマウント方式ではボルスタと台車枠の間に設けられる。詳細はボルスタアンカー#ボルスタアンカーのバリエーションを参照されたい。
一方ダイレクトマウント方式においては車体とボルスタの間に設けられる。詳細はボルスタアンカー#牽引力を伝達するボルスタアンカーを参照されたい。

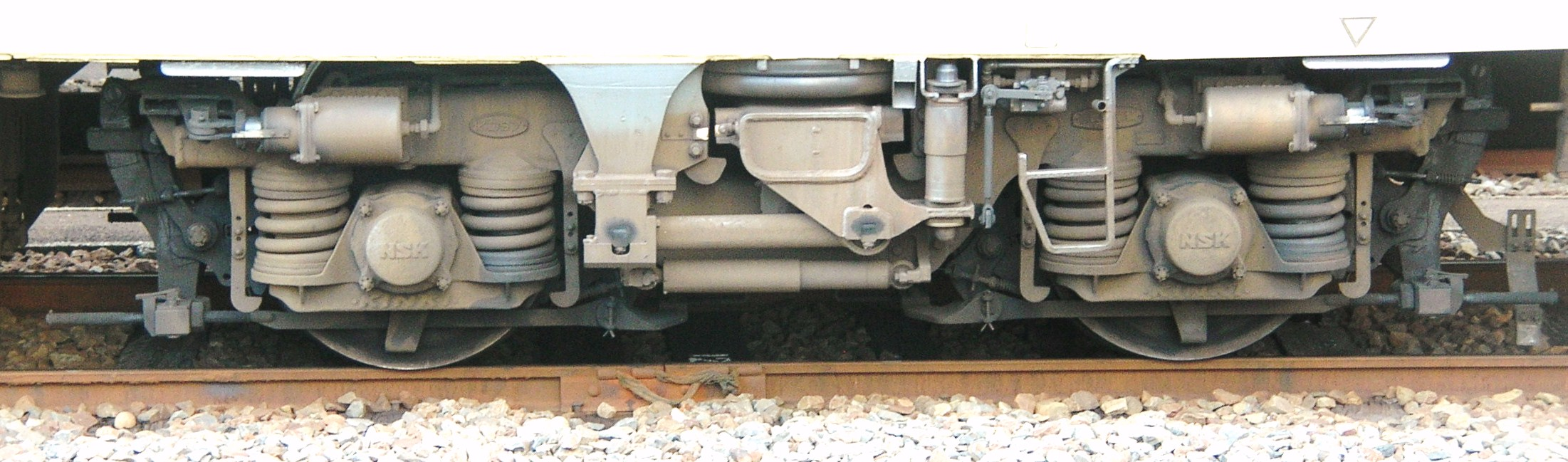
近畿車輛KD-97形台車
ボルスタアンカーとヨーダンパを併設する台車の例。車体と揺れ枕を結合するボルスタアンカー（上）と、車体と台車枠の間の振動を吸収するヨーダンパ（下）が枕梁の下に並んで取り付けられている。

牽引装置
枕ばりを持たないボルスタレス台車には、牽引装置が設けられて回転運動などは拘束せずに前後の力を車体と台車枠の間で伝達する。門形板ばね、Zリンク、1本リンク、積層ゴム式などの方式が存在する。
なおボルスタレス台車においては、上記ボルスタアンカーと類似した外観を呈するが牽引力の伝達を行うのではないヨーダンパが設けられていることも多い。また、ごく一部のボルスタアンカー付き台車では、高速時の蛇行動対策としてヨーダンパを併設した例が存在する。その詳細はボルスタアンカー#ヨーダンパとボルスタアンカーを参照されたい。

### ばね・ダンパーの種類

#### 枕ばね
- 金属ばね

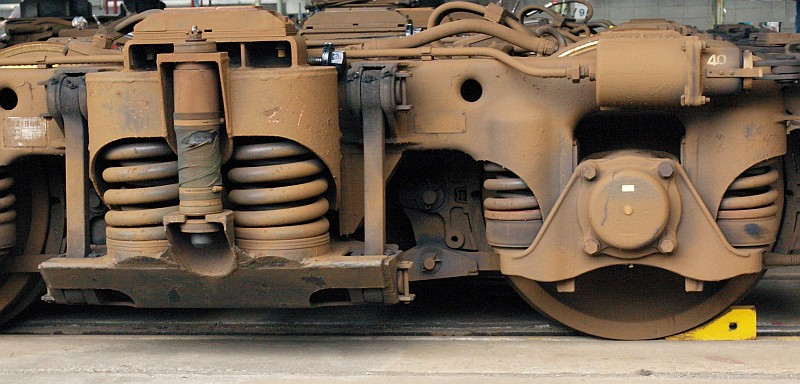
スイングハンガー方式台車のコイルばねによる枕ばね部（左）。上下方向の振動を減衰させるオイルダンパーが設けられている。右はウイングばね軸箱守式軸箱支持装置。（国鉄DT21B形）

  - 板ばね：同重量ではコイルばねより負担荷重が小さいが、内部で摩擦損失があって振動を減衰させる働きがあり、古くは枕ばねに好んで用いられた。
  - コイル（蔓巻き）ばね：ダンパーで振動を減衰させる手法が一般化してからよく用いられた。
  - エリゴばね：金属のコイルばねに筒状にゴムを被覆したもので、ゴムによる（特に高周波の）振動減衰が期待できる。ゴミや雪など異物の噛み込みを防ぐ効果もある。
  - トーションバー・スプリング（ねじり棒ばね S.I.G式 日本車両）：金属棒のねじりに対する復元力による弾性を利用したもの。
- ゴムばね
- 空気ばね：鉄道車両の台車史も参照。
  - ベローズ形：縦に蛇腹形になったもので、垂直荷重は受けるが、横変形には弱い。
  - ダイアフラム形：おわんを伏せたような形で、垂直荷重のほか、横変形にも復元力が働くが用途によってその特性は異なる。

#### ダンパー
ダンパーの種類には次のようなものがある。
- 垂直方向
  - ダンパー：枕ばねや軸ばねの振動を減衰する。（枕ばねのダンパーは上記「枕ばね」節の写真を参照）。
- 水平方向
  - ヨーダンパー：ボルスタレス台車において、車体との間にレール方向に置かれ、台車蛇行動を抑える。
  - 左右動ダンパー：車体床下の中心ピンと台車を枕木方向に結び、車体の左右動を抑える。

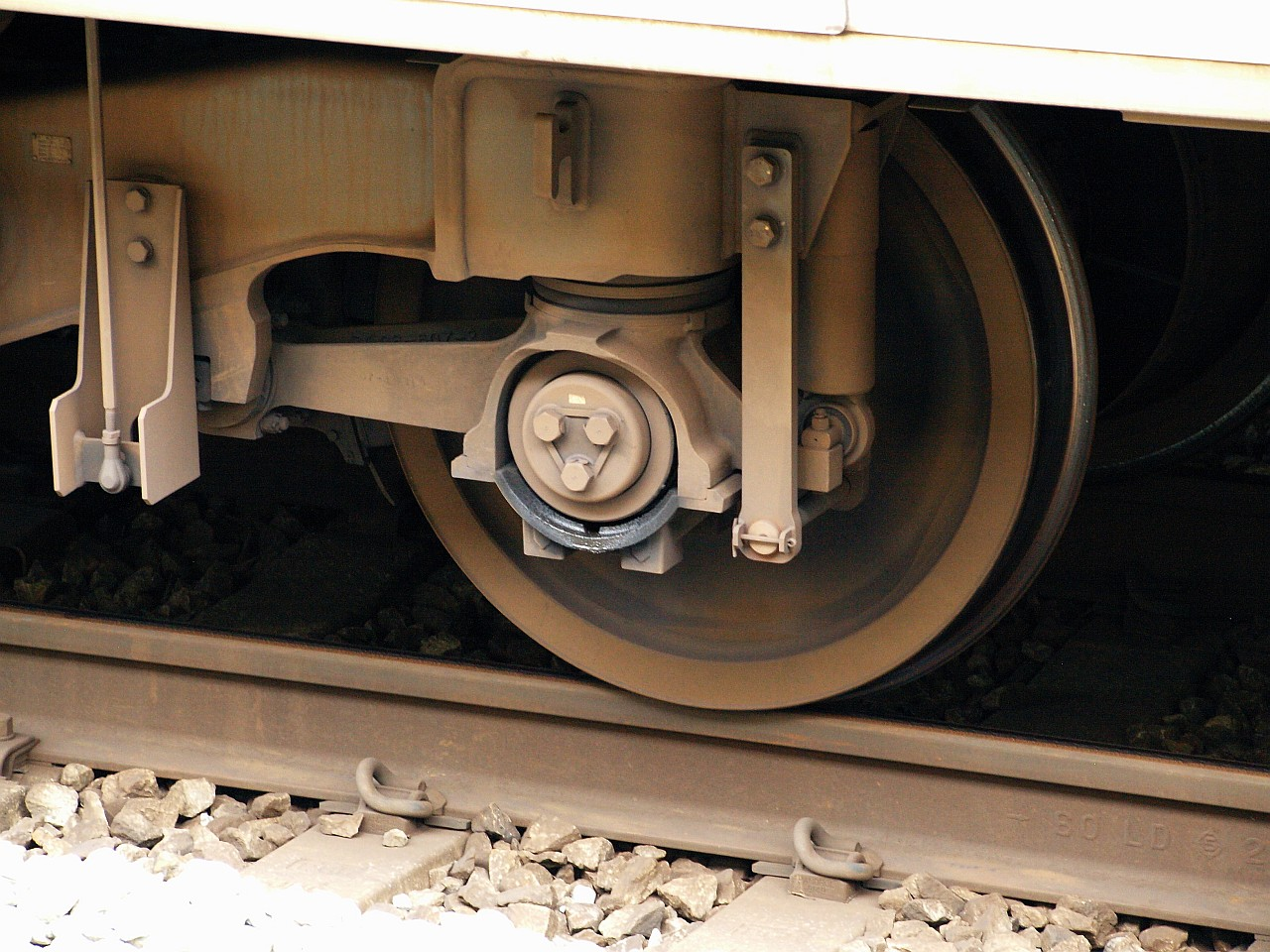
JR東日本E233系のTR255A形台車の軸箱支持装置部。垂直なダンパーが見える。
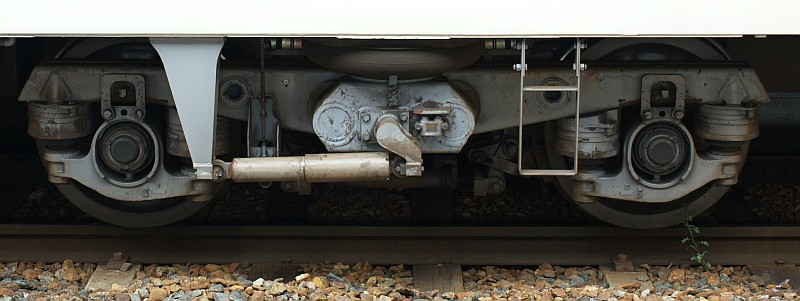
JR西日本モハ221のWDT50H。レールに平行なヨーダンパが見える。

#### 振動制御装置
- セミアクティブ式
- アクティブ式

### 車体傾斜装置
- 自然式
- 強制式
- 制御付き自然式

## 台車枠

### 構造概要
台車枠とは、車体支持装置と軸箱支持装置の中間に位置する構造物を指す。車体重量を均等に各車輪に配分し、各輪軸を平行に保つ。イコライザーのない台車ではイコライザーの作用も分担するが、3軸ボギーでは正しく釣合梁の作用にはならない。台車を進行方向においてみた場合、両側に縦に側梁があり、横に横梁でそれらを結合する。横向きの梁の本数や形態は種類によりさまざまで、端部に設けられる端梁があることもある。車輪は一般に両側の側梁の内側に位置する（下記インサイドフレームの場合は外側になる）。軸箱支持装置の荷重は側梁の真下からかかるのが望ましいが、国鉄TR10形などイコライザー台車では構造上釣り合いばねの中心が側梁の中心とずれることもあり、これを解消するためイコライザーを側梁の内外に設けるなどの策もとられる。
その他、主電動機やブレーキなどさまざまな装置を取り付けるためにも用いられる。

### 台車枠の種類
台車枠の構造としては、古くは形鋼や板材をリベット締結により組み立てる構造、鋳物を使用した構造、プレス成形された鋼材を溶接組立する構造などがある。
- 菱枠台車
  - 台車枠の側面形状を平鋼で組み立てた軸箱つき菱枠形にし、これに枕ばね受けを設けて心ざらつき揺れ枕や輪軸を取り付けたもの。台車枠の形状が菱形なのでこの名がある。日本では主に貨車に使用された[12]。
- アーチバー
  - 1920年代の貨車と、一部の客車用。枠の主要部材が弓（アーチ）形のもので、軸箱は固定式。日本では国鉄TR20形など。
- ベッテンドルフ
  - 軸箱固定式の貨車用で、アーチバーの強度と剛性を向上させたもの。初期の形鋼材を組み立てたものと、量産性を高めた一体鋳造のものがある。ベッテンドルフ社の特許公開により、類型が多数存在する。日本では国鉄TR41形など。
- アンドリュー（アンドリュース）
  - 貨車用。枠の形態は鋳鋼製ベッテンドルフに類似するが、軸箱を別体とし、上下の台枠で軸箱を挟む構造。
- ヴァルカン
  - 貨車用。アンドリューを簡素化し、軸箱の緊定を1本ボルトにしたもの。
- インサイドフレーム（内側梁 / 内側枠式）
  - 側梁（側枠）と軸受けが車輪の内側にある構造。レールに直接働く電磁吸着ブレーキなど、いわゆるトラックブレーキ（台車の Truck ではなく、軌道の Track）の装備と、その保守に都合が良い形状。PCCカー、LRT、路面電車に採用例が多い。
これとは別に、ゴムタイヤのみを走行輪に用いた台車では、タイヤ幅やトレッド寸法の問題と、頻繁なタイヤ交換に対応すべく、内側梁（枠）式となっている。
- 板台枠式
  - 側枠を薄鋼板の組み立てによって構成するもの。19世紀頃からヨーロッパの鉄道において多用され、第二次世界大戦後も貨車用を中心にヨーロッパメーカーでの製作が続いている。日本では雨宮製作所が花巻電鉄や下野電気鉄道、それに京王電気軌道向けなど電車用として好んで製作し、同社の倒産・消滅後日本鉄道自動車がこれを模倣した台車を各地の私鉄に供給した。また、日立製作所が製造した国鉄ED15形などの初期の本線用電気機関車にも採用されている。この種の台車では、構造上軸箱支持機構として一般にウィングばね方式が使用される。

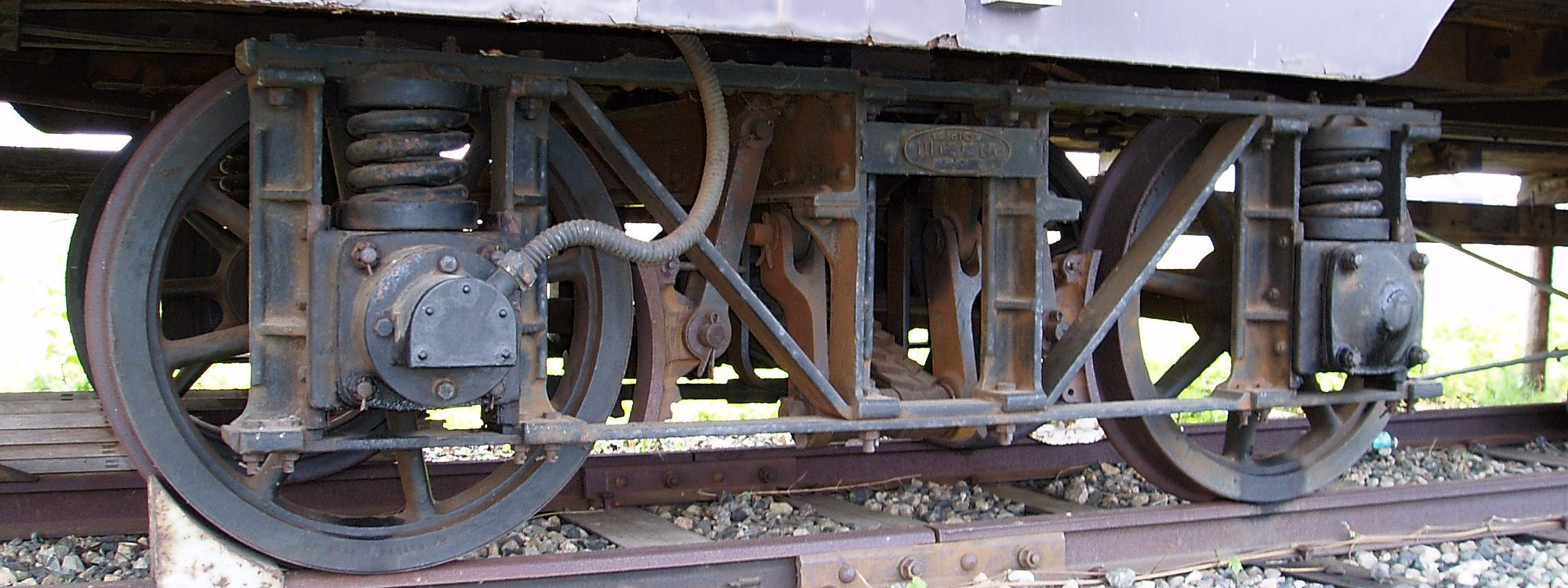
菱枠台車の例 （国鉄TR26形）
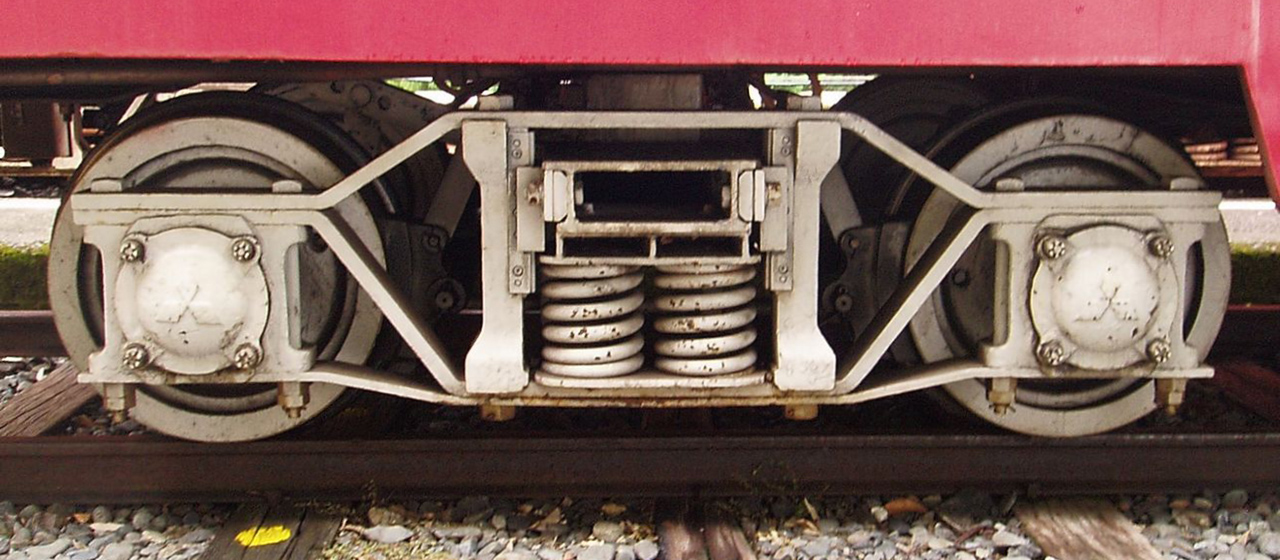
弓形棒菱枠（アーチバー）台車の例
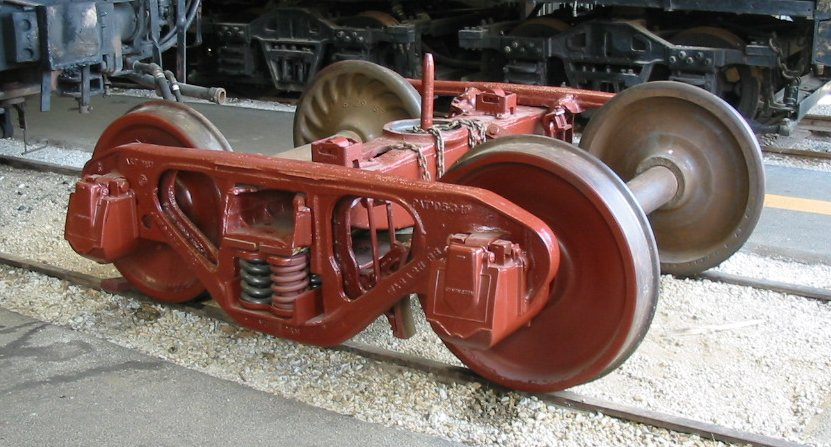
ベッテンドルフ型台車の例

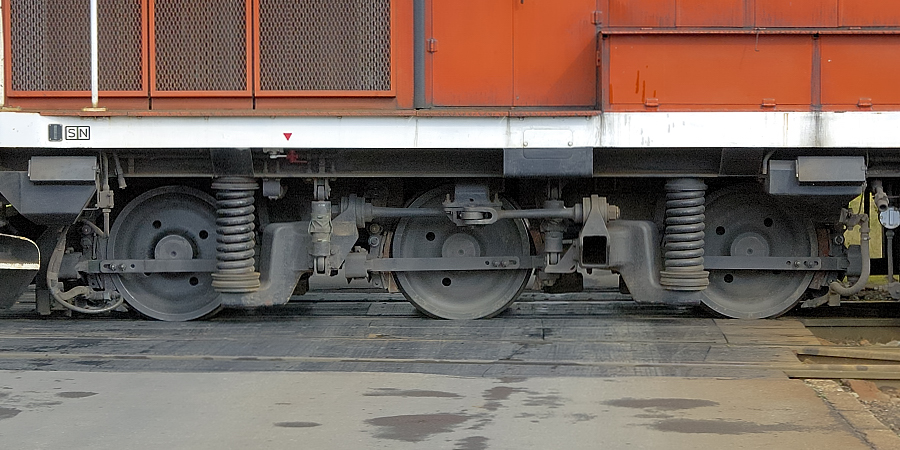
インサイドフレームの例 ばねとリンクのスペースを捻出 （国鉄 DT141形・DE10形）
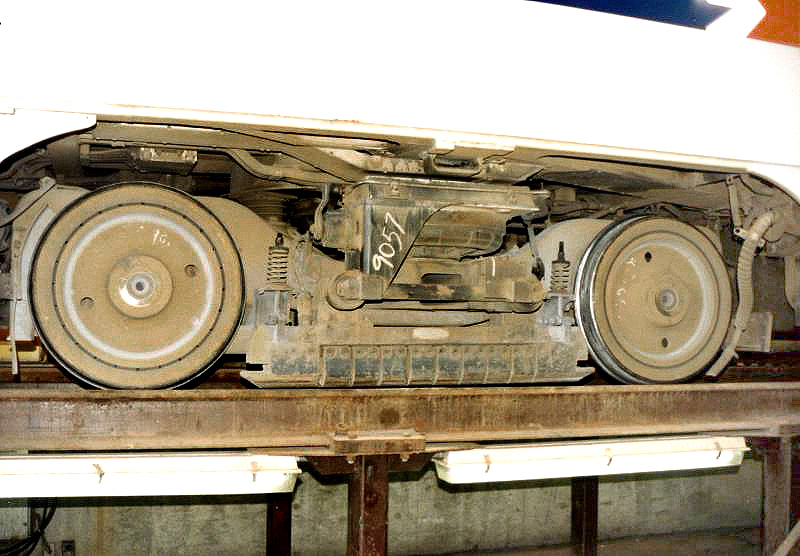
インサイドフレームの例 前後の車輪の間にトラックブレーキを装備する。 （SEPTA・PCCカー）
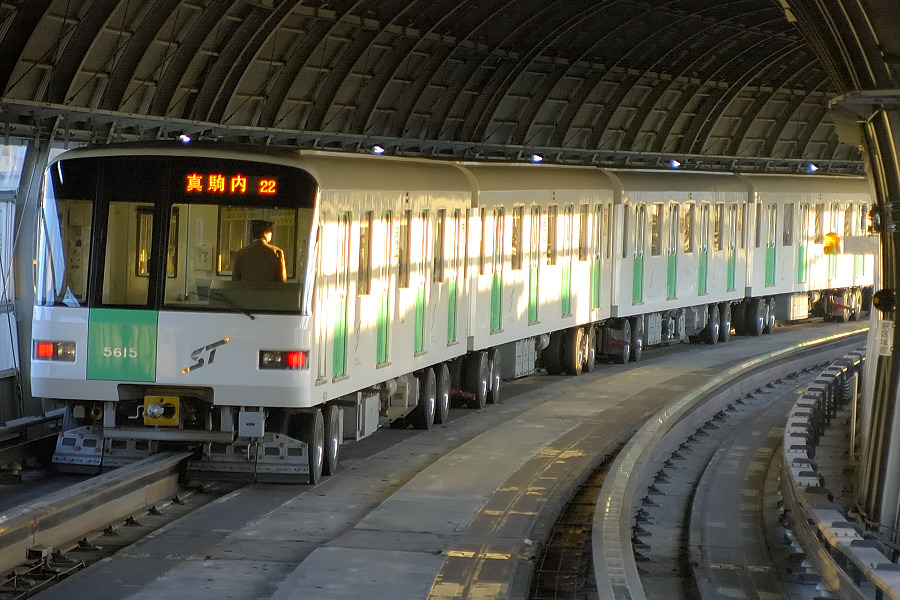
インサイドフレームの例 全ゴムタイヤ方式のため （札幌市交通局5000系）
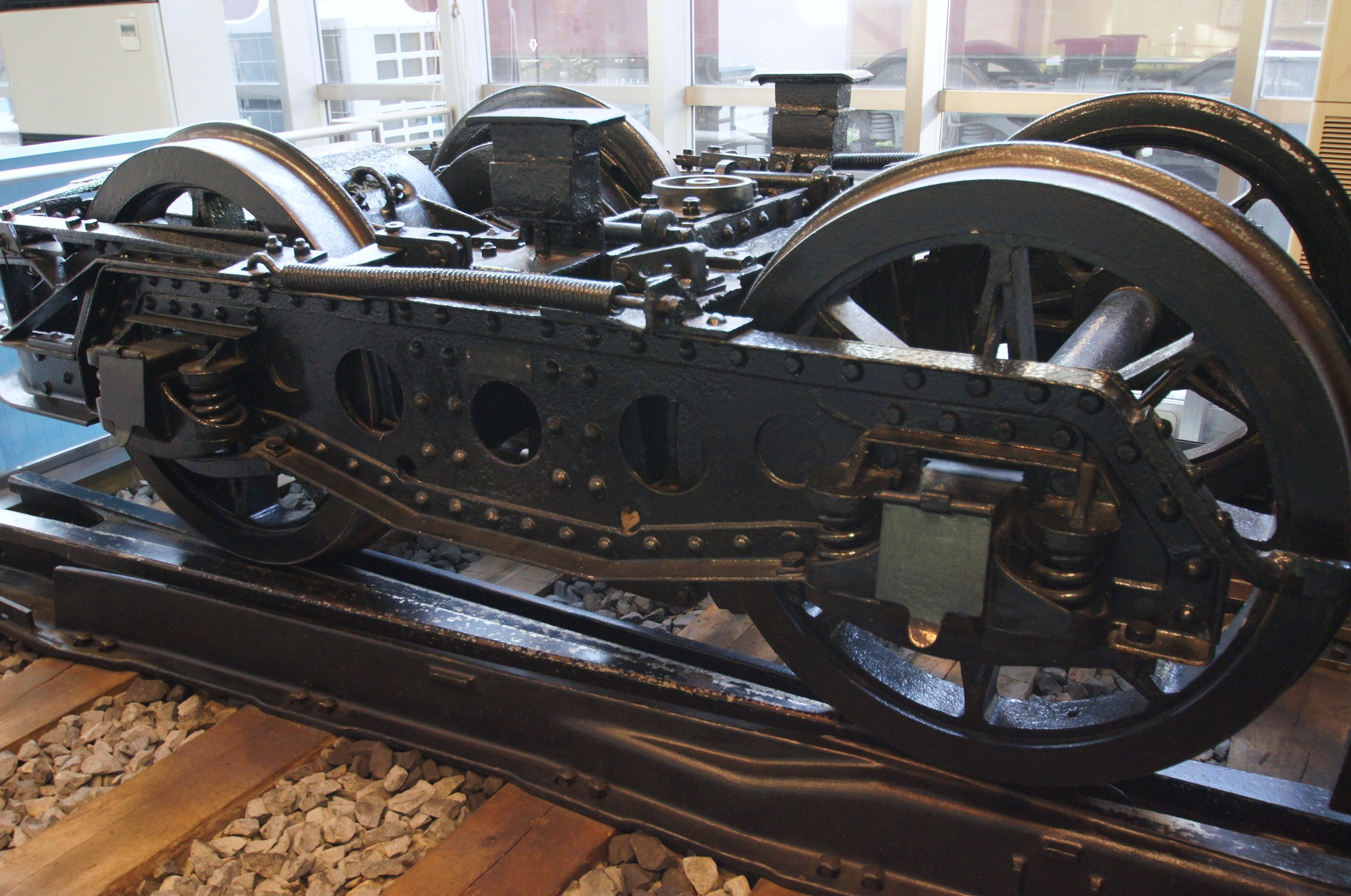
板台枠式の例 （下野電気鉄道ホデハ101形）
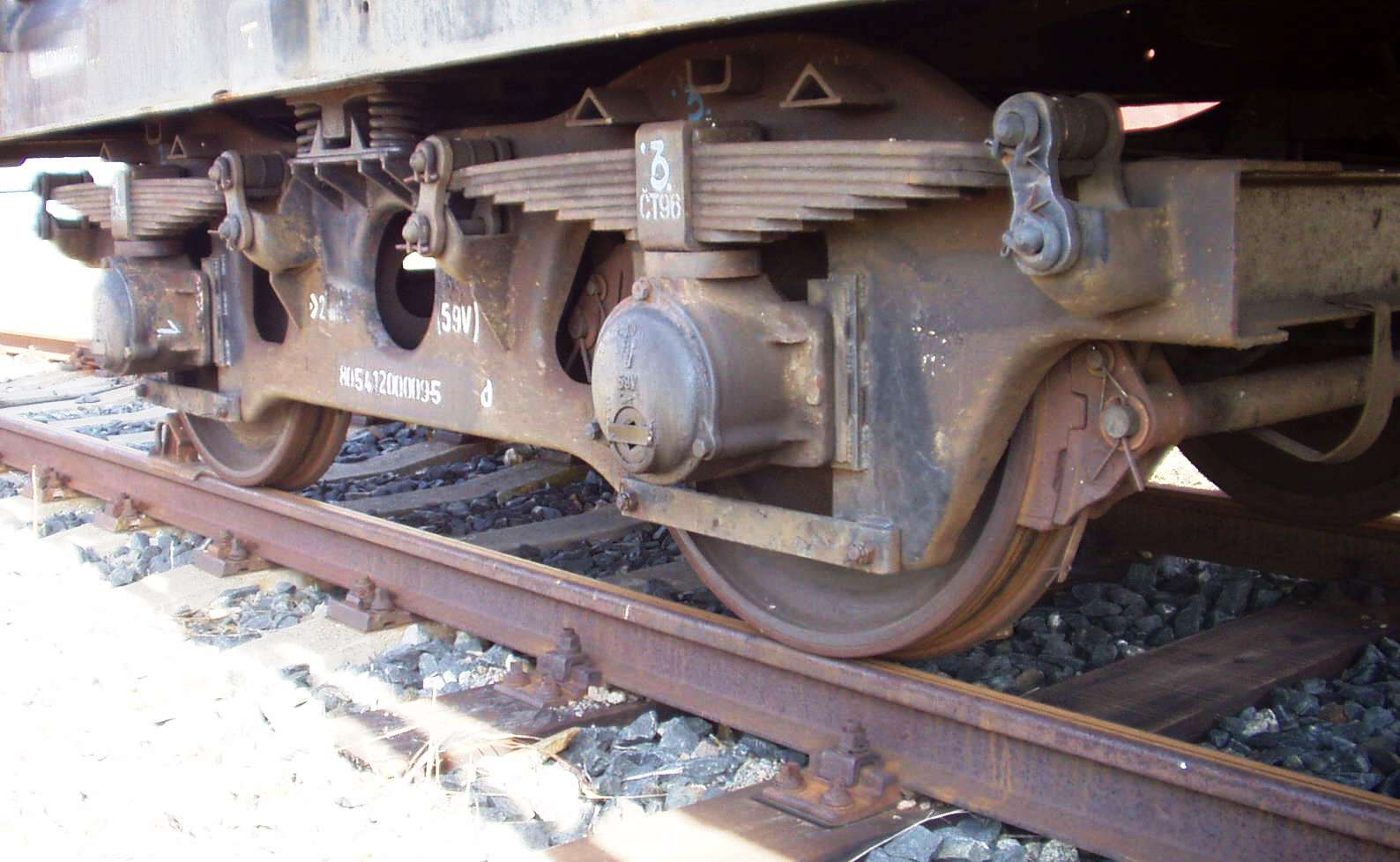
板台枠式の例 貨車用台車 （ČD 26-2.8形台車）

### 台車枠の構成要素
上から見ると「H」の形をしているのが特徴であり、レールと平行で左右外側に位置する2本の側梁と、この側梁を繋ぐ中心部の横梁から構成される。
- 側梁：前後の軸箱支持装置と接続して、輪軸を台車枠に対して保持する。
- 横梁：2本の側梁を繋ぐ部分を指す。主電動機、歯車箱装置、ブレーキなどの装置が取り付けられる。
- 端梁：側梁の端を繋ぐ部分を指す。上記の側梁、横梁だけでは必要な装置を搭載し切れない場合などに台車枠に取り付けられる。端梁が存在する場合、台車枠が「日」の形となるのが特徴である。

## 軸箱支持装置

### 構造概要
軸箱支持装置とは、輪軸・軸箱を台車枠に対して保持する機構または装置のことを指す。自動車のサスペンションに相当するもので、軸箱を上下にコイルばねなどを介して十分に可動できるようにする一方、前後・左右には対しては固く抑制することで、一般に高速安定性を重視するもの（新幹線用など）は前後をより固く、曲線通過性を重視するものは前後をやや柔らかく抑制する。また1台車中の前後の車軸をレールに直角になるよう積極的に操舵させる構造の台車もある。
前述のように車体支持装置が車体・台車枠間の変位を受けるのに対し、軸箱支持装置は台車枠と各軸箱（2軸ボギーでは4つ）間の変位を受け、軌道不整、レール継ぎ目、カーブ入り口などで前後輪の高さが違ったり4輪が同一平面から外れたりする場合には、まずその変位を受けることになる。これは車両が高速で安全に走行する際には、台車に装備された輪軸が常に平行を保ちながら、刻々と変化する線路状況において正確に追従する必要があるためである。なお枕ばねと軸ばねの分担関係については鉄道車両の台車史も参照。
以前は、上下の案内にスライドレールの役割をする軸箱守（ペデスタル）を設けて軸箱を滑らせ台車枠との間に軸ばねを介する方式や、ばね支持にイコライザーを介して軸箱を支える方式が多く用いられたが、軸箱守が磨耗すると騒音や蛇行動が発生しやすくなり、強度の摩擦部分のため保守に手が掛かる問題があった。その後軸箱守を用いず、上下案内とばね支持を上下にたわむ高剛性の板ばねで行うものや、リンクを用いるものなど、様々な形が出てきている。

### 軸箱支持方式
上述のとおり、きわめて多岐に亘るため、構造の詳細は、可能な場合代表的な形式を挙げてそれへのリンクをもってかえる。

#### 軸箱守式（ペデスタル式）

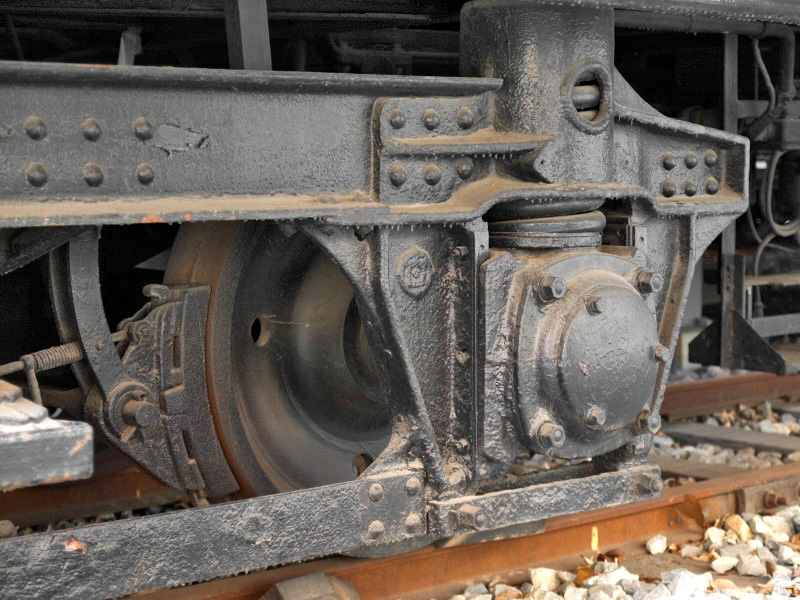
軸箱守式台車（国鉄TR43形）
軸箱の上に単列式の軸ばね（コイルばね）が見える。軸箱の両側の縦のガイドが軸箱守。その下側を横に塞いでいるのが軸箱守控。

ペデスタル式軸箱支持装置の動き

比較的古い様式の軸箱支持方式。後述のイコライザー式でも一般に軸箱の案内には軸箱守を用いるが、軸箱守式（ペデスタル式）と称するときには、イコライザーを用いない方式の中での名称として使うことがしばしばある。ただ、軸箱守と軸箱の間にすり板を設ける必要があるため、定期的にすり板の交換が必要である。その中でもばねの種類や配置により種類が分かれる。
- 板ばね
- コイルばね
  - 単式（軸ばね）：台車の軸箱上部に単列式のばね（コイルばね単独や防振ゴム・板ばねなどと組み合わせたものなどがある）を用いたもので、構造が簡単なため日本では一般的に広く用いられた[注釈 11]が台車枠の軸ばねを入れる部分が高くなるので床下の隙間が小さいものには向かない欠点がある[14]。
    - 国鉄TR23形：ペンシルバニア形についてはリンク先も参照。
    - 国鉄DT17形：複列コイルばね

  - 複式（ウイングばね）：台車の軸箱上にある軸ばねの代わりに、軸箱の軸受けを中心として「翼」を設け、軸ばねを2個に分けて比較的柔らかいばねを用いたもの。軸受けの翼の代わりに軸ばね式と同じ軸箱用いてつり合い棒を使用したものもある。軸ばね式より左右の場所を取る欠点があるが振動性能や柔らかいばねを用いられる強みがある[15]。
    - 国鉄TR37形：こちらも参照。
    - 国鉄DT21形
    - 国鉄DT18形：下天秤ウィングばね式

  - ゲルリッツ式（ドイツ式 / 住友式）：本来はドイツで開発された軸箱支持機構と枕ばね機構がセットとなったものを指すが、日本ではその内の軸箱支持機構部分のみを模倣したものをこの名で呼んだ。鉄道車両の台車史も参照。
    - オハ35系客車での試験についてはリンク先も参照。
    - 国鉄DT20形：亜種。いわゆる住友式ゲルリッツについては日本における「ゲルリッツ式台車」を参照。

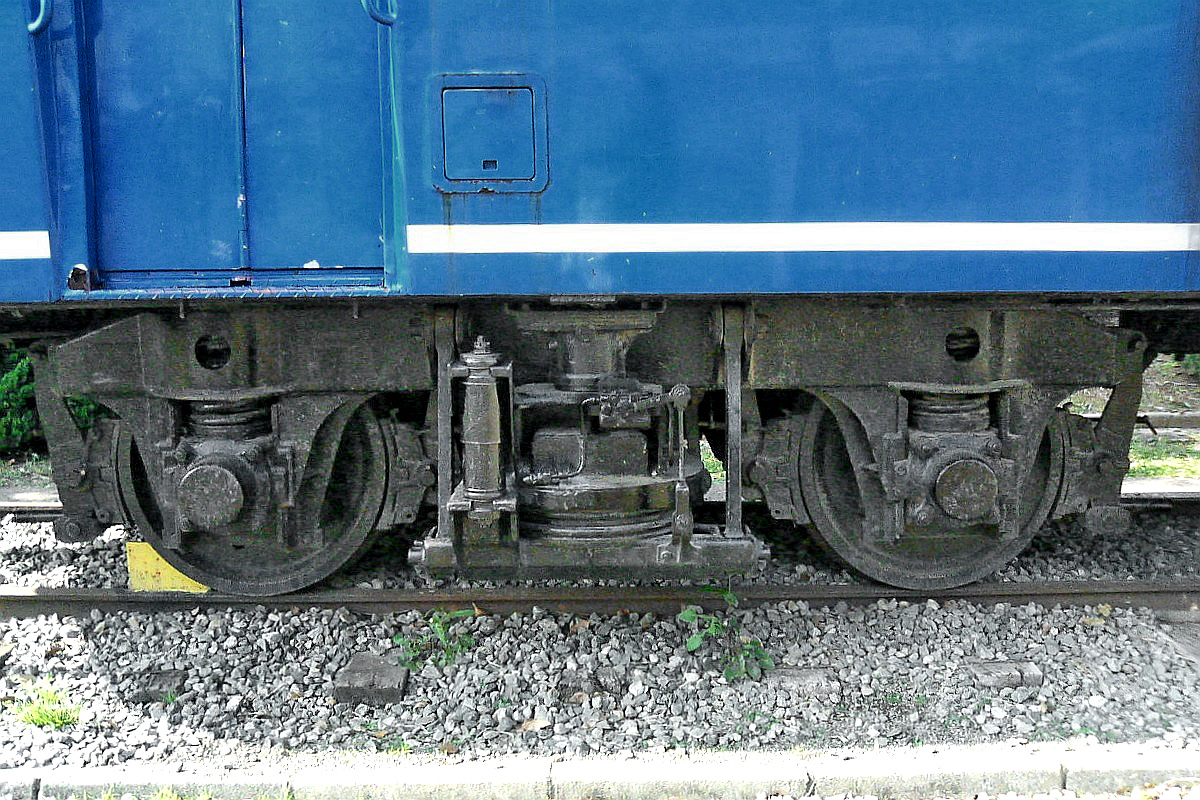
単式支持軸箱守式（軸ばね式）軸箱支持の例 （国鉄TR55形 20系客車）
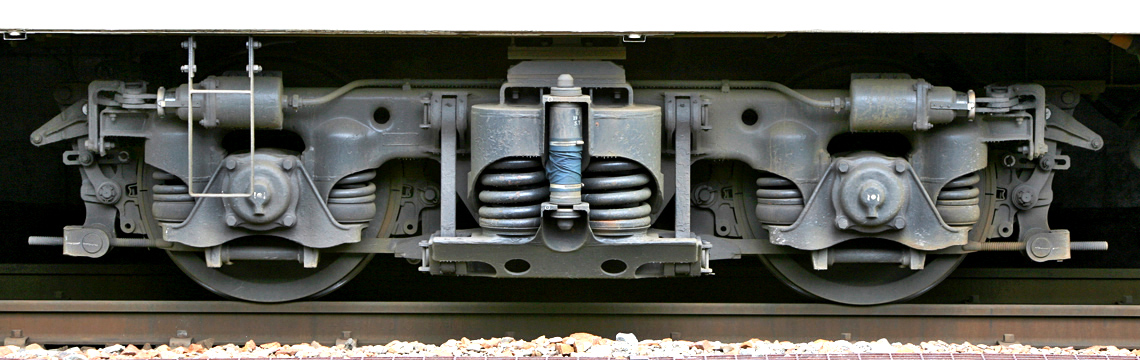
ウイングばね軸箱守式軸箱支持の例 （国鉄DT21-B形 国鉄113系電車 ）
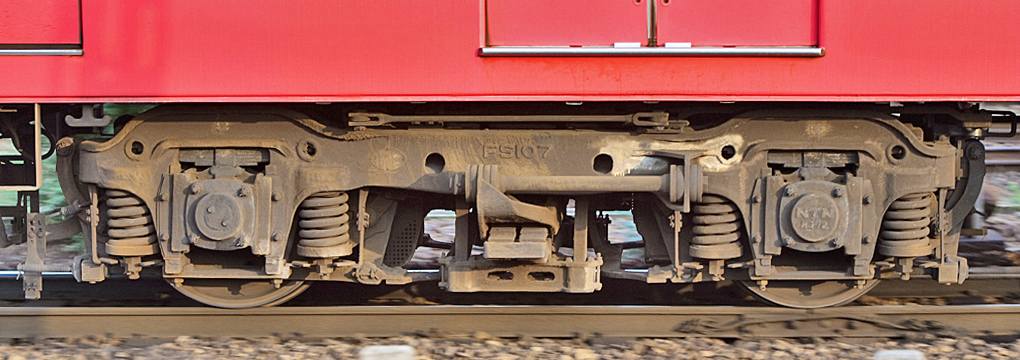
上天秤ウイングばね 軸箱守式軸箱支持の例 天秤を重ね板ばねとしたことから住友式ゲルリッツとも呼ばれる （住友金属FS107形 名鉄6750系電車）

#### イコライザー式

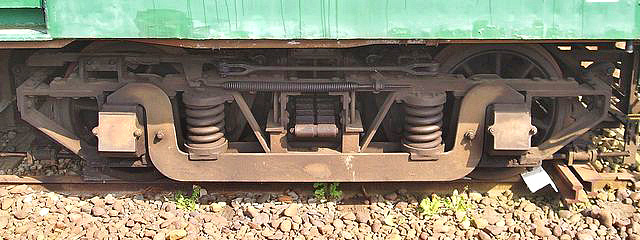
イコライザー式台車の例
（日本車輛 D14）

釣り合い梁式ともいう。ボギー台車の軸箱の上にそれぞれ支点を設けて軸距の方向にそれぞれの軸箱を抑えるように釣り合い梁を設け、その中央にばね上荷重をかけたもの。軸箱上に直接ばねがないので軸箱の前後運動を抑えて輪軸相互の平行度を保ち、軸箱にかかる荷重の釣り合いがよく行われる強みがあるが、釣り合い梁が外からの点検・ブレーキ調整などの邪魔になる他、重い釣り合い梁がばね下重量となる点では軌道保守上不利であるため国鉄では昭和初期まで、大手私鉄では1950年ころまでの台車に多く用いられた（アメリカではかなり後年まで多用）。
イコライザーのないタイプでは台車枠がイコライザーの代理をすることになるが、劣悪な軌道では負担もある。
- 国鉄TR10形
- ボールドウィンA形

#### 軸箱守のないもの
- 円筒案内式（ウイングばね）：上下の案内に、縦にした二重の円筒（内筒と外筒）を用いて相互に滑らせるもの。これには、乾式円筒案内方式と湿式円筒案内方式があり、前者は内筒と外筒との間に、耐磨耗性の良好な耐磨レジンの摺動筒を挿入した構造としており、後者は外筒の中に油を入れて、内筒の底部に複数の小穴を空けた密閉構造とし、油の粘性抵抗を利用したオイルダンパの役割と摺動する内筒と外筒の間の潤滑の役割を持っている。両者とも、内筒と外筒の外側を保護の円筒で覆うことで塵埃の進入を防いでいる。軸ばねの内部に取付けられており、製造会社の技術導入先によりさまざまな呼称がある。鉄道車両の台車史も参照。
  - シュリーレン式（近畿車輛）
  - シンドラー式（汽車製造→川崎重工）
  - SIG式（日本車輌製造）

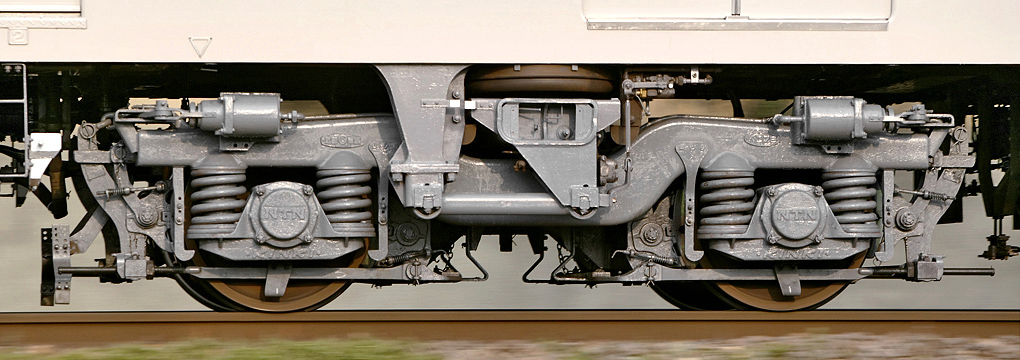
円筒案内式ウイングばね（シュリーレン式）軸箱支持の例 （近畿車輛KD76形 近鉄8600系）
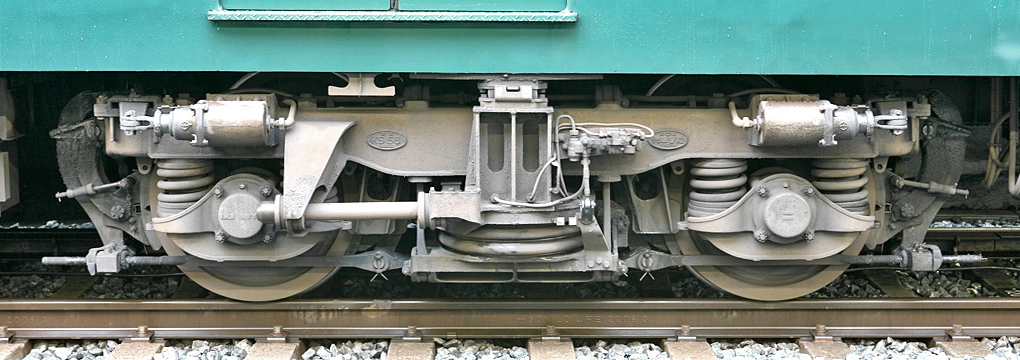
シンドラー式の例 （汽車製造KS58形 京阪2600系）
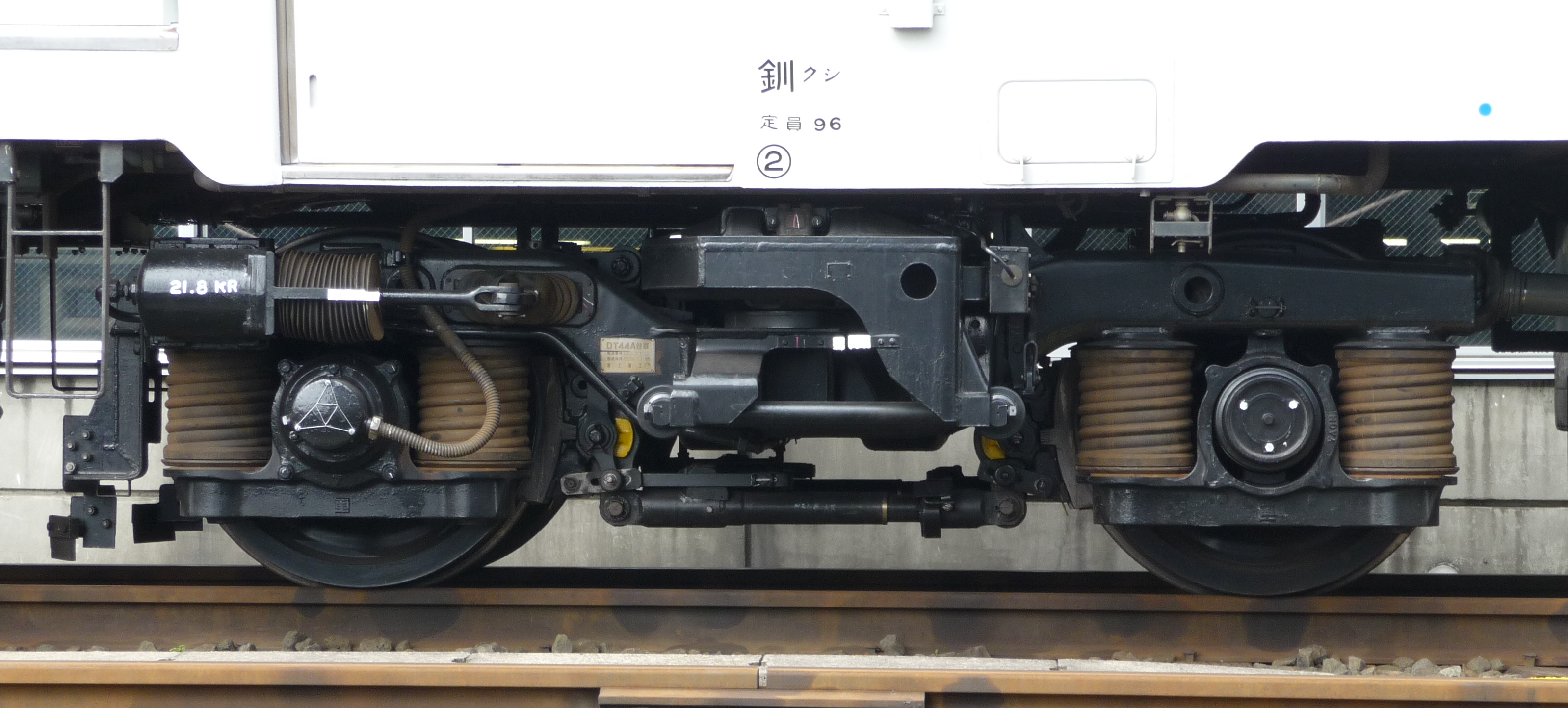
国鉄の円筒案内式ウイングばね軸箱支持の例 （国鉄DT44A形 キハ40系気動車）

- 板ばね支持式（ミンデン式）
  - ミンデンドイツ式：前後一枚ずつの板ばねで軸箱の位置を定めるもの。ただし水平支持が固すぎると板ばねが上下にたわむこともできないので、台車の中心から遠い側を垂直の板ばねで支持し剛性を下げている。具体例は東武8000系電車#前期形を参照。
  - Sミンデン式：台車中心側から伸びた上下二枚の板ばねで軸箱の位置を定めるものであり、軸箱支持装置のサイズをコンパクトにすることができる。S形ミンデン式または片板ばね式とも呼ぶ。具体例は東武8000系電車#後期形を参照。
  - IS式：ミンデンドイツ式と類似するが、板ばねの支持部分にゴムブッシュを介して水平方向の剛性を下げ、板ばねのたわみを許容する。ミンデン式より台車の前後方向のサイズを小さくできる。
  - SUミンデン式：Sミンデン式にU字形ゴムをいれて剛性を下げたもの[18]。

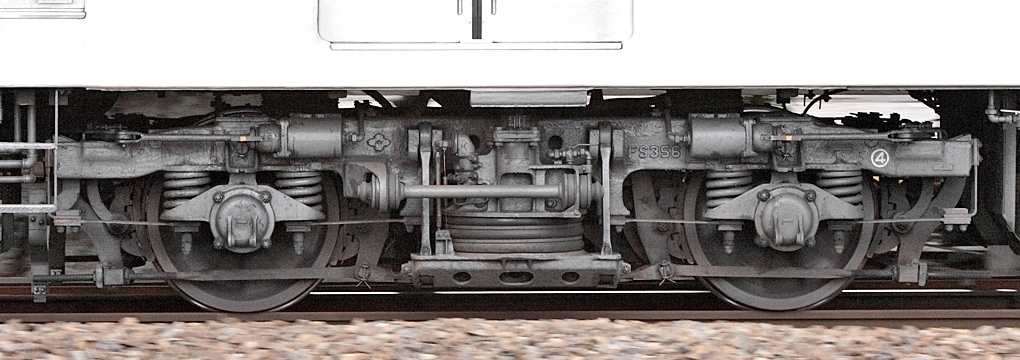
ミンデンドイツ式の例 （住友金属FS-356形 東武8000系電車）
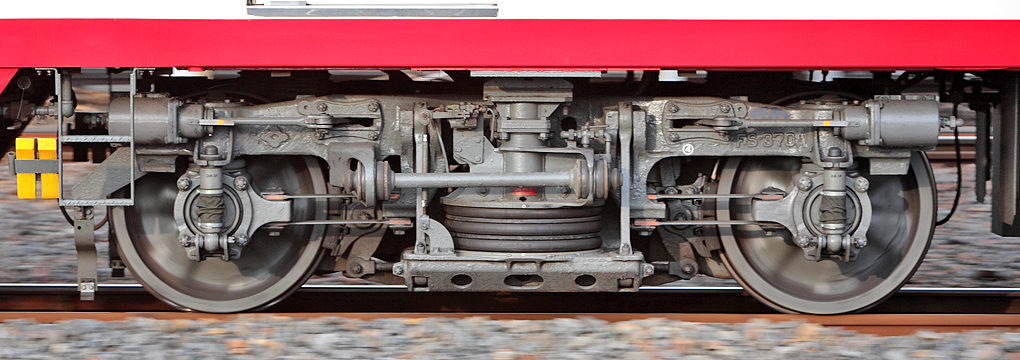
S形ミンデン台車の例 （住友金属FS370A形 東武200系電車）
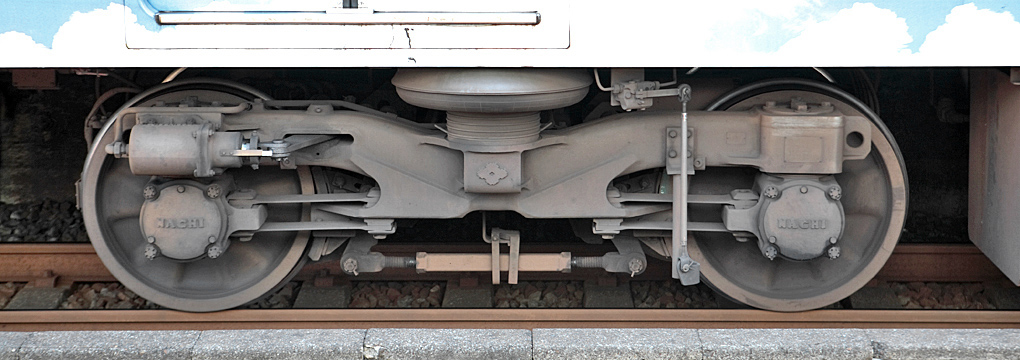
SU形ミンデン台車の例 （住友金属SS027形 南海1000系電車）
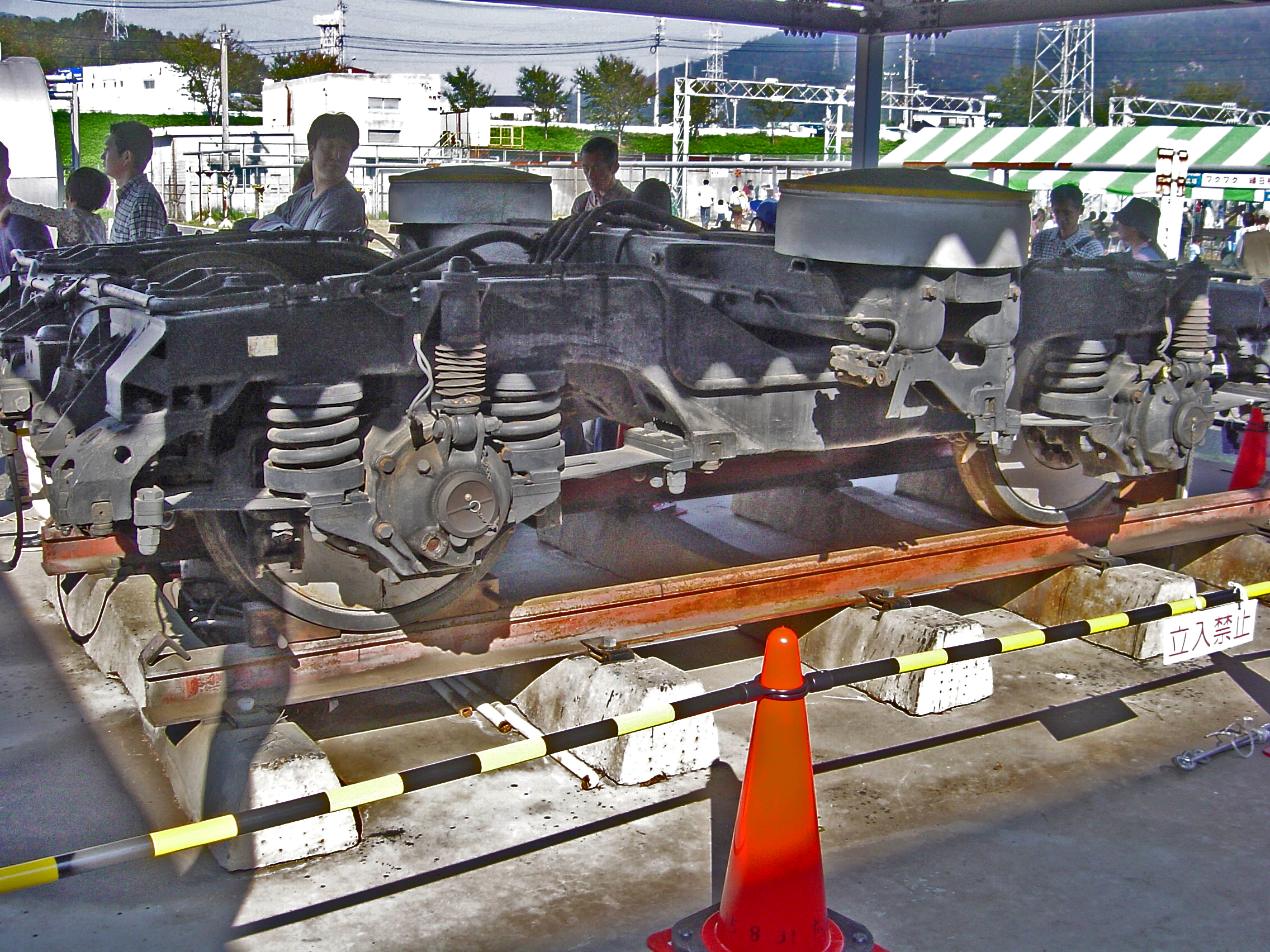
IS式軸箱支持の例 （国鉄DT200形 0系新幹線電車）

- 軸梁式：下記モノリンク式とも似ているが、軸箱と一体となった軸梁（スイングアーム）を、台車枠の側梁の近くの1か所でゴムブッシュを介して支持する。ゴムブッシュは緩衝用であり、簡素な構造で部品点数が少ないため、コストダウンが図れる。車軸は軸梁の支点を中心に回転運動するため、車軸の上下に伴い軸距が変化する。
  - OK形台車
  - MD形台車（MD1 - MD7）
- リンク式
  - アルストム式：軸箱前後に高さの異なる2つの支点があり、それと台車枠側の支点とを繋ぐ、水平で同じ長さの2本のリンクで位置決めを行う。高さの異なる2本のリンクと軸箱とでワッツリンク（英語版）が構成され、輪軸の上下動に伴って軸箱が回転するものの、ほぼ直線運動となるため軸距の変化は無視できる。各支点には緩衝用のゴムブッシュが嵌入されている。
  - モノリンク式：1本リンク式とも言う。軸梁式とは異なり、台車枠の側梁と軸箱の間を可動の1本のリンクでゴムブッシュを介して支持する。ゴムブッシュは緩衝用であり、ゴムブッシュ部の2か所が可動するため、リンクだけでは軸箱の前後位置が固定できないので、軸ばねの周囲の部分が円筒状になって受ける。

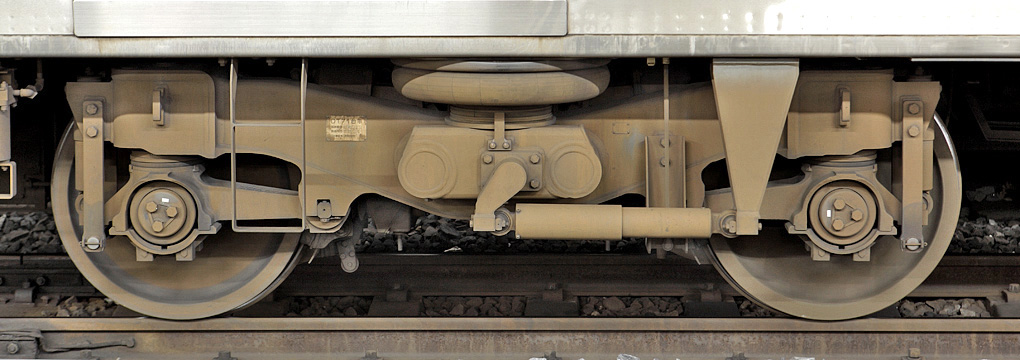
軸梁式軸箱支持の例 （JR東日本DT71形 E531系電車 ）
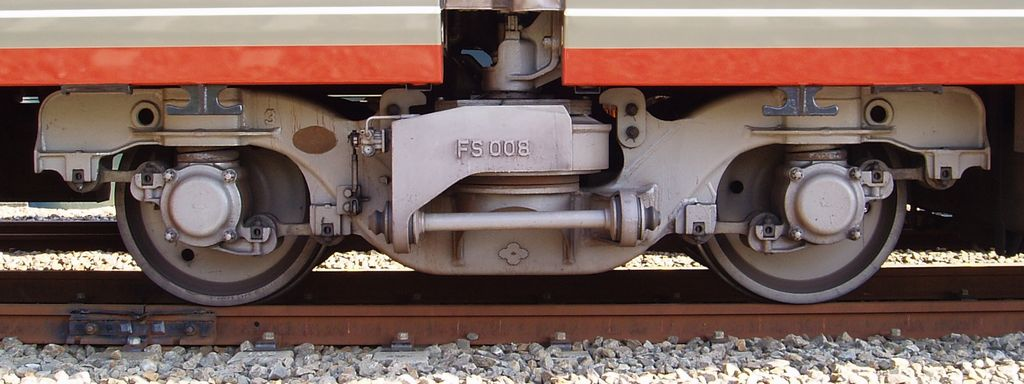
アルストムリンク式軸箱支持の例 （住友金属FS-008形 小田急7000形電車）
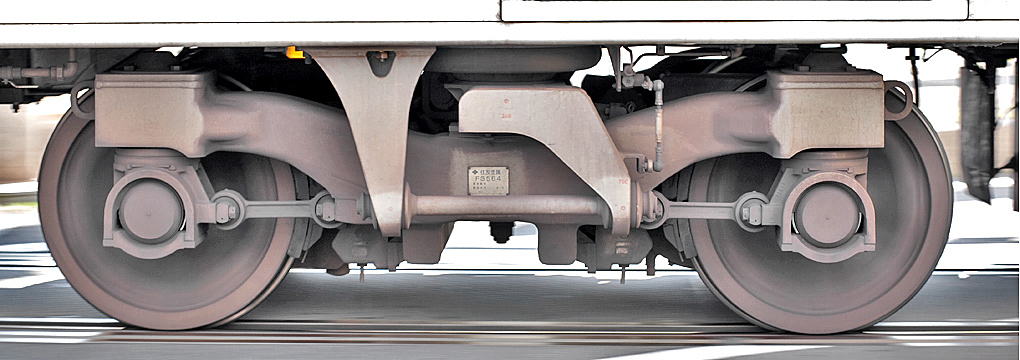
モノリンク式軸箱支持の例 （住友金属FS-564形 京成3000形電車 (2代) 北総鉄道7500形電車）

- 積層ゴム式：鉄板を挟むなどして積層したゴムが、圧縮方向には固く、剪断（斜めにずれる）方向には柔らかいという特性を利用したもの。軸箱の案内だけでなく、軸ばねの代替も（程度の差はあるが）ゴムが行なう。下記はそれぞれゴムの取り付け方向が異なる。
  - シェブロン式：山形断面の鉄板とゴム板を交互に重ねたばねを、前後やや上からハの字形に挟み込むことで、上下に柔らかく支持する。この積層ばねは、左右（車軸・枕木）方向の復元力を得る（ずれを防止する）ため「山形」（ゆるい Λ 形）になっていることから、「シェブロン」ばねと呼ばれる。下記FT2形のように上から別のゴムで荷重を支持する場合もある[注釈 14]。
  - 円錐積層ゴム式：ゴムと鋼板を円錐状に重ねた円錐積層ゴムを、ウイングばねと類似の位置で軸箱の両側に設置する。円錐積層ゴムは、縦（上下）に柔らかく、横（水平方向）に固い特性があり、円筒案内式と構造が似ているが、案内と軸ばねの両者を兼ねるため、メンテナンスフリー化を図ることができる。

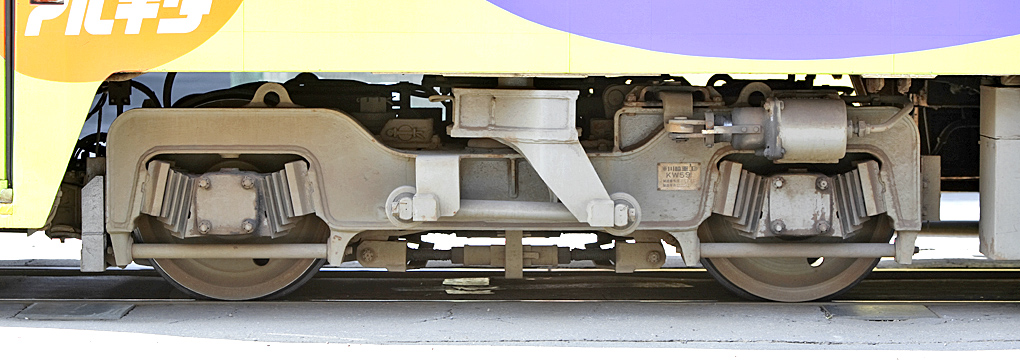
シェブロン式（山形積層ゴム） （川崎重工 KW59 札幌市電8520形）
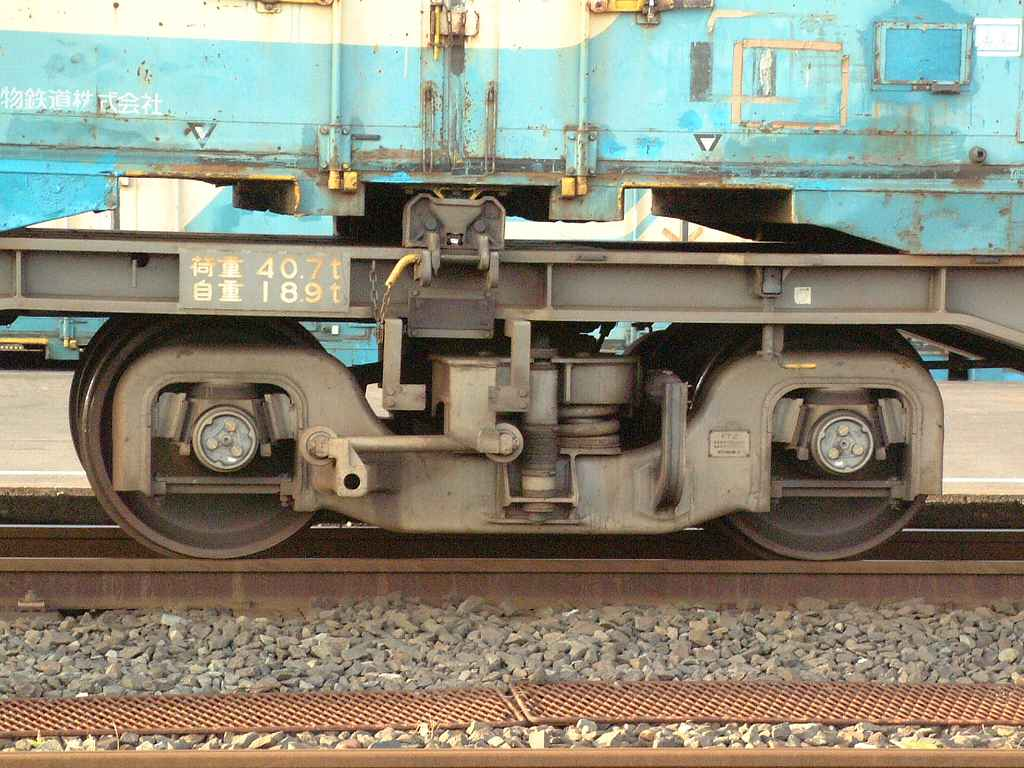
積層ゴム式軸箱支持の例 （JR貨物 FT2 コキ106形貨車）
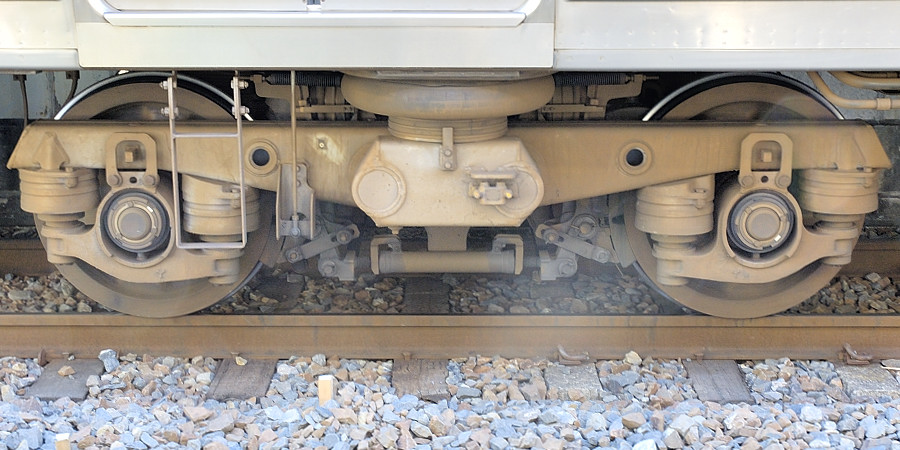
円錐積層ゴム式軸箱支持の例 （国鉄415系電車 DT50）

- 側梁緩衝ゴム式：単に緩衝ゴム式とも言う。鉄道車両の台車史#側梁緩衝ゴム式も参照。
  - 住友金属工業FS337系：台車枠と軸箱両側の間のゴムで前後左右方向の支持を行なう。新造時のFS337Aは軸箱の上にもゴムを用いて上下方向を支持し、軸箱梁式に近い構造[19]であったが乗り心地が思わしくなく、これは後に軸ばねをコイルばねに交換している。
- 軸箱梁式：軸箱と側梁が一体化されたもの。軸箱は円筒状の緩衝ゴム（ゴムブッシュ）で囲まれて支持されており、それが軸ばねの働きも兼ねている。梁に着目して軸箱梁式と呼ばれることが多い。
  - エコノミカル台車：鉄道車両の台車史#エコノミカルトラックも参照。
  - パイオニアIII形台車：鉄道車両の台車史#パイオニアIIIも参照。

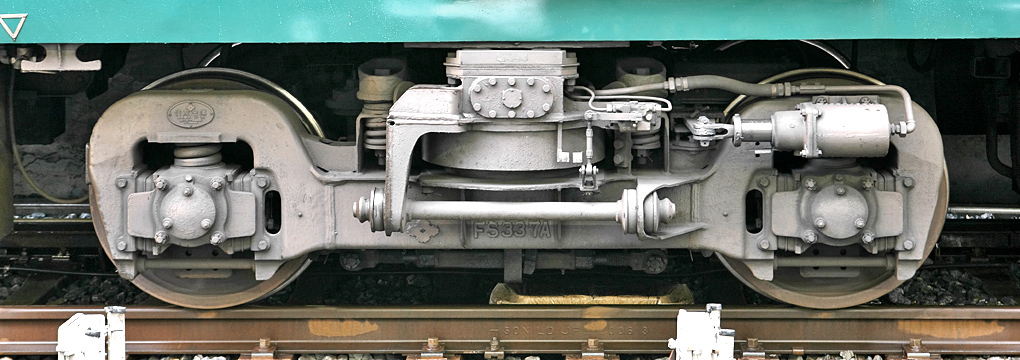
側梁緩衝ゴム式の例 （京阪2600系 FS337A）
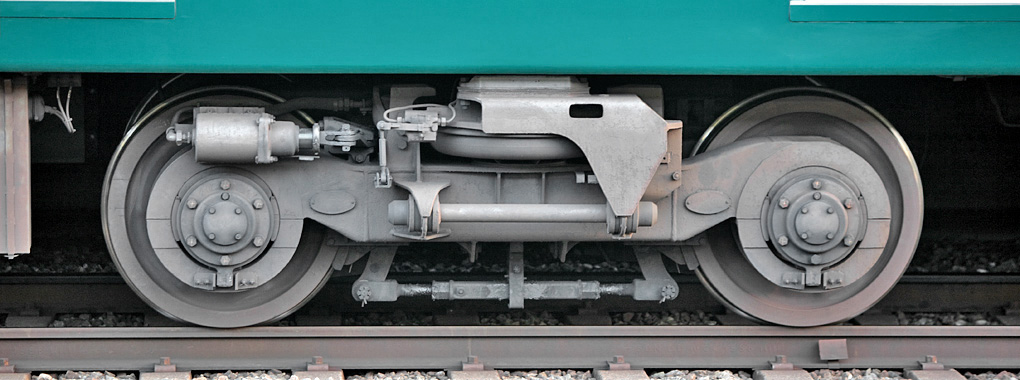
軸箱梁式（エコノミカル台車）の例 （汽車製造KS76A形 京阪5000系 ）
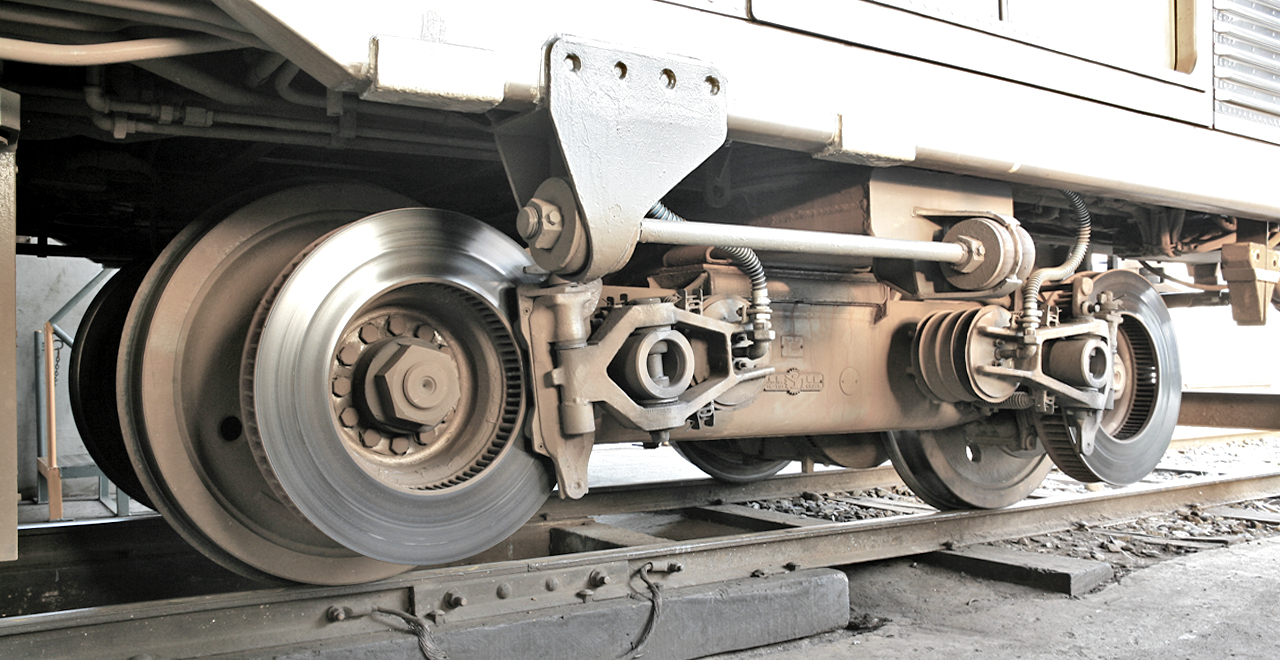
軸箱梁式（パイオニアIII形台車）の例 （東急車輛製造TS-701 東急7000系（初代） 現・水間鉄道1000形）

- 軸箱一体式：貨車に多く用いられる。軸箱と台車枠が一体で、特に軸箱支持装置と呼べるものは持たないが、ここに含める。
- 軸箱直結式：貨車に多く用いられる。下記FT1のように台車枠との間に防振ゴムをはさむものも軸箱直結式とされる[20]。

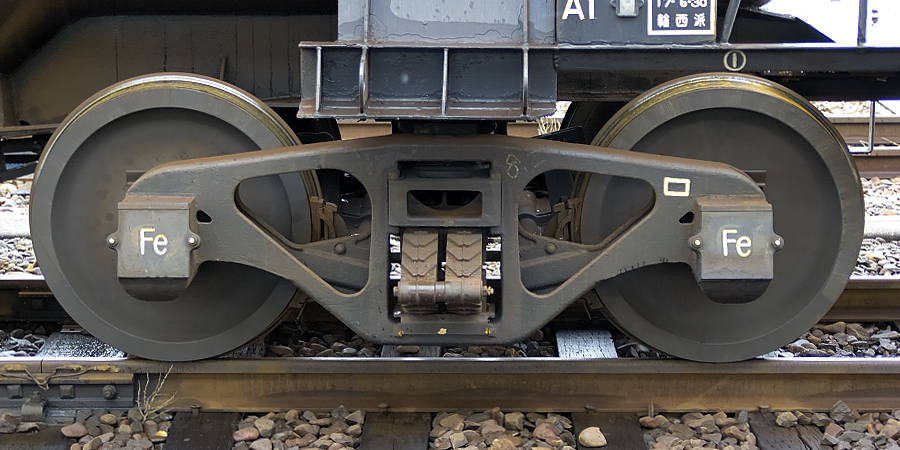
ベッテンドルフ（軸箱一体）式の例 （タキ42750形 TR41）
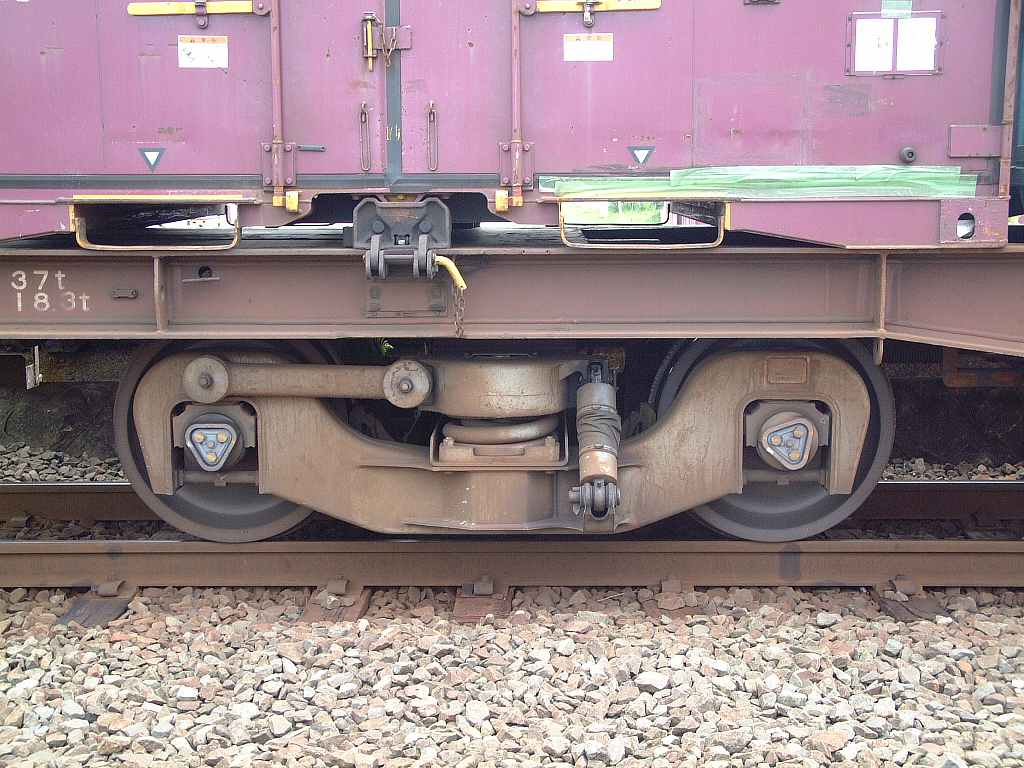
軸箱直結式の例 （コキ50000 TR223F）
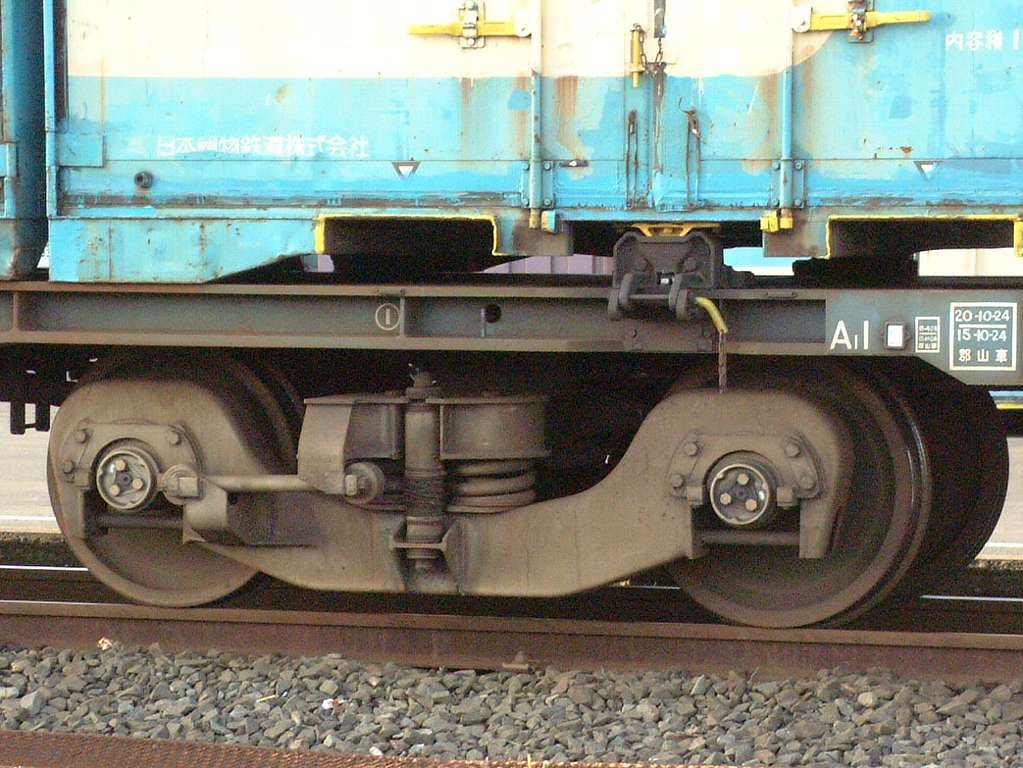
軸箱直結式の例 （コキ104 FT1）

## ブレーキ装置
鉄道車両で使用されるブレーキ装置は多種多様なものがあるが、ここでは、台車に搭載され、空気圧や油圧によって生じた力をてこ機構により増幅し、車輪やブレーキディスクに摩擦機械的なブレーキ力を伝えて輪軸を抑止する基礎ブレーキ装置について説明する。

### 基礎ブレーキ装置の種類

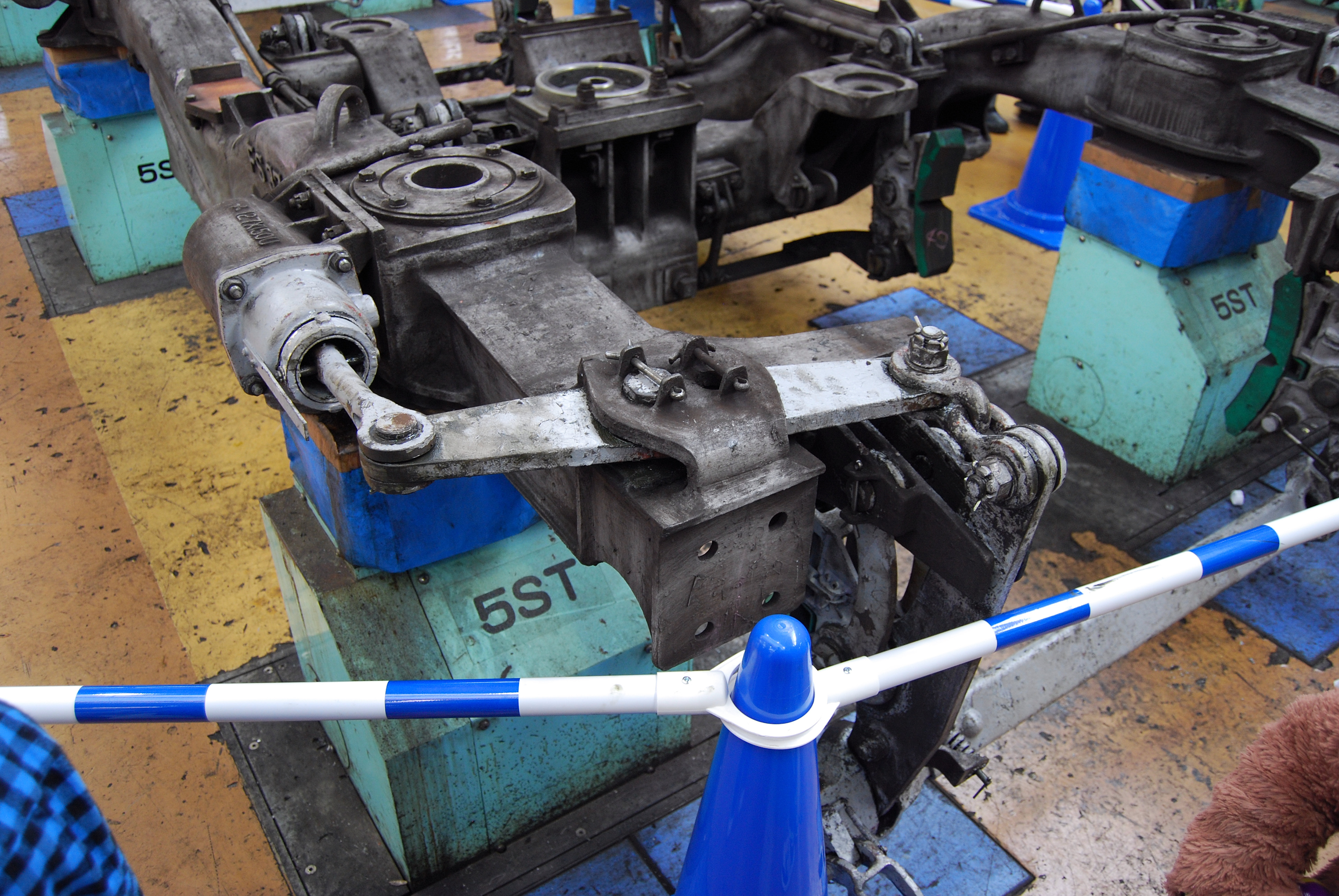
基礎ブレーキ装置

制輪子が車輪の踏面を押える踏面ブレーキ式と、制輪子が輪軸に搭載されるブレーキディスクを押えるディスクブレーキ式がある。
- 踏面ブレーキ式：車輪の踏面に制輪子を押しつける方式。以下の2つの方式がある。
  - 片押し式：車輪の片側からのみ制輪子が押し付けられる方式
  - 両抱え式：車輪の両側から同時に制輪子が押し付けられる方式
- ディスクブレーキ式：車軸に取付けたブレーキディスクに両側がら制輪子を挟みつける方式。ディスクが取り付く位置により以下の方式がある。
  - 側ブレーキ：車輪を挟み込むように取り付けられたブレーキディスクを制輪子が押える方式。下記の軸ディスクを取り付けるのがスペース上困難な電動台車で使用されることが多い。国内では新幹線用台車などに使用されている。
  - 軸ディスクブレーキ：車軸の車輪の間に取り付けられたブレーキディスクを制輪子が押える方式。国内では在来線、新幹線用台車などの付随台車に使用されている。
  - 軸端ディスクブレーキ：車輪より外側の車軸端に取り付けられたブレーキディスクを制輪子が押える方式。路面電車用台車などで使用されている。

#### 基礎ブレーキ装置の構成要素
- 制輪子：車輪またはブレーキディスクに押し付けられ、制動力を発生させる部品。鋳鉄、レジン、焼結合金などの材料が使用される。
- ブレーキシリンダー：ブレーキ作動時、空気タンクから圧縮空気がシリンダーに流れ込み中にあるピストンを作動させる装置
- ブレーキてこ：ブレーキ作動時、ピストンが作動することによりロッドが動き、てこの原理により制輪子を動かし車輪の踏面またはブレーキディスクに押付けブレーキを作動させる装置

## 駆動装置
電車の動力源による回転力を輪軸へ伝える装置を駆動装置と呼ぶ。

### 駆動装置の構成

#### 電車・電気機関車（電気式気動車・ディーゼル機関車を含む
- 主電動機：電車および電気式の内燃動車に用いられる。（詳細はリンク先を参照）
  - 直流整流子電動機
  - 単相整流子電動機
  - 三相誘導電動機
  - 三相同期電動機
- 主電動機の装架方式と動力伝達構造（詳細はリンク先を参照）
  - 吊り掛け式
  - 中空軸可撓吊り掛け式（半吊り掛け式）
  - クイル式
  - リンク式
  - カルダン式
    - 直角カルダン駆動方式
    - WN駆動方式
    - 中空軸平行カルダン駆動方式
    - TD平行カルダン駆動方式
    - 車体装架カルダン駆動方式
    - 垂直カルダン駆動方式
    - TGVトリポードカルダン駆動方式

#### 気動車・ディーゼル機関車の場合（電気式を除く）
- 動力伝達装置：気動車の場合はエンジンが車体に設置されるが、この動力を輪軸へ伝える部分は動力伝達装置と呼ぶ[21]。（機械式および液体式の気動車、詳しくは気動車・ディーゼル機関車の動力伝達方式を参照）
  - 減速歯車・減速機：電車は台車に装備された電動機と車軸との間に設けられた減速歯車によって動力を減速させ車輪に回転力を伝達する。気動車は減速機が台車に装備されており減速歯車によって液体変速機から推進軸で伝達された動力をさらに減速させ車輪に回転力を伝達する。
  - 推進軸・車体に吊られたエンジンの動力を伝えるための車体から輪軸へ渡る軸。自在継手を備えて、車体・輪軸間の変位を吸収する。
- 逆転機：車両の進行方向を変える装置で逆転歯車群を減速機内に内蔵し台車に装備している方式と液体変速機の後部に正逆転クラッチと歯車群を装備する方式がある[22]。

## 軸箱組立
軸箱組立とは、軸受と車軸が収められている所であり、車体の荷重を枕ばねと台車枠から軸箱支持装置を介して受け取り、また車輪で発生した駆動力を軸箱支持装置を介して台車枠に伝え、さらに、心皿・中心ピン・枕梁（ボルスタ）・ボルスタアンカを介するかまたは牽引装置を介して車体に伝える部分である。単に軸箱とも呼ぶ。基本構成要素は軸箱体と軸受。
- 軸箱体：軸受を収める構造体。軸箱支持装置の構成要素であるばねやゴムが取り付く。
- 軸受：通常軸箱体に収められており、車体の荷重を回転する車軸に伝える重要な部分である。昔の車両は軸箱の中にオイルを満たし軸受と車軸の間に油の膜を張る方式の鞍形の平軸受が使用されていた。戦後は摩擦抵抗の少ないコロ軸受が使用さるようになり、上下方向と軸方向の荷重を受け持つ複列円錐コロ軸受が採用された。しかし軸受自体に左右の動きがまったく無いと車輪のフランジ磨耗が大きく、保守にも問題が出るので、軸方向の変位を受けるスラスト受[注釈 15]を併用した摩擦抵抗の少ない複列円筒コロ軸受（上下荷重を受け持つ）+玉軸受（軸方向の荷重を受け持つ）[注釈 16]が使用されている[23]。最近では軽量化され、上下方向と軸方向の荷重を受持ち、荷重の耐圧に優れ騒音や振動が少なく小型で潤滑剤のグリースの寿命が長い、密封複列円錐コロ軸受を緩衝ゴムによる支持を組み合わせる方法が取られている。
- その他：軸受の潤滑装置など。

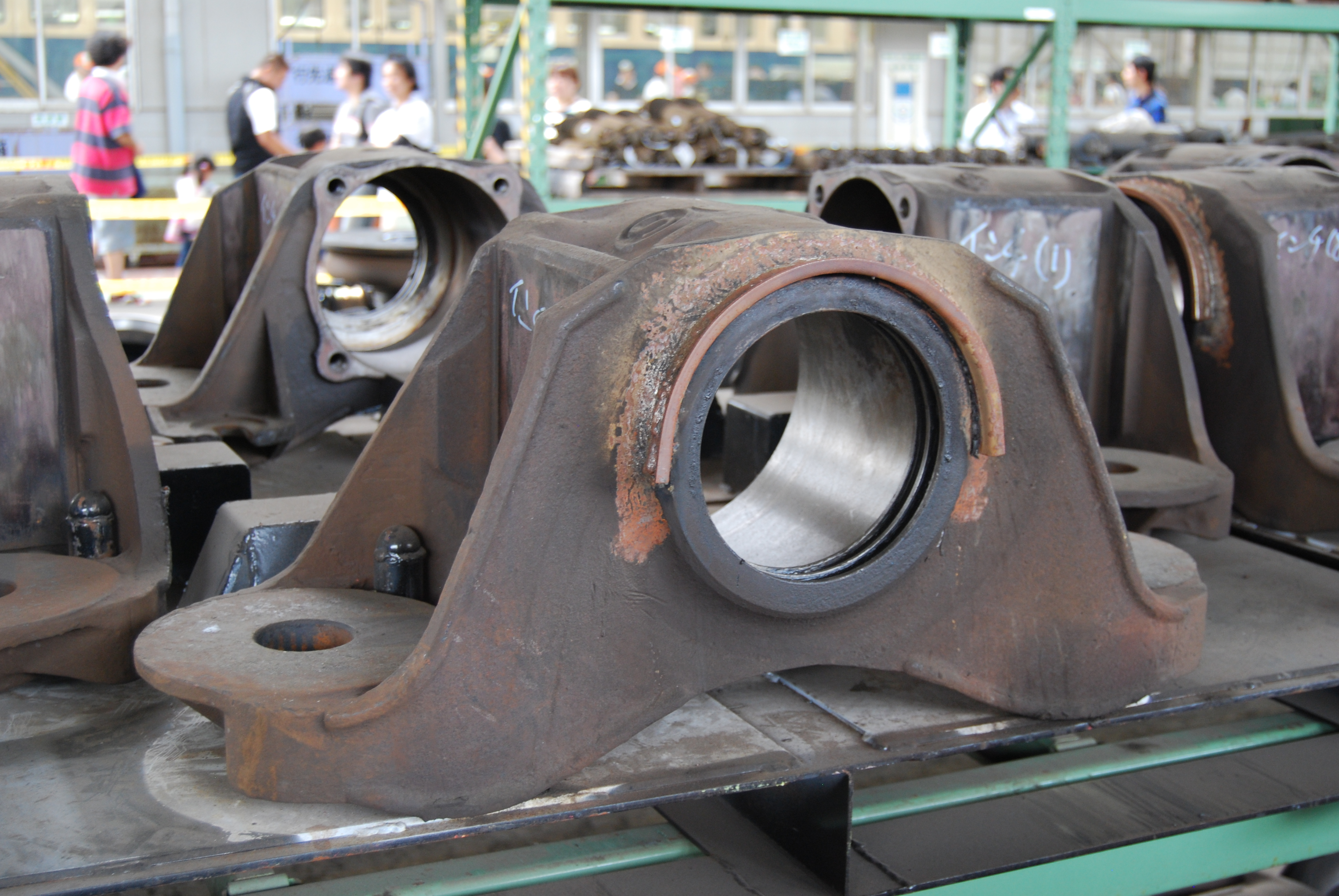
鉄道台車の軸箱、専用の棚にパレットの上に置かれている状態で、中央に軸受（ベアリング）と車軸が入るための穴がある
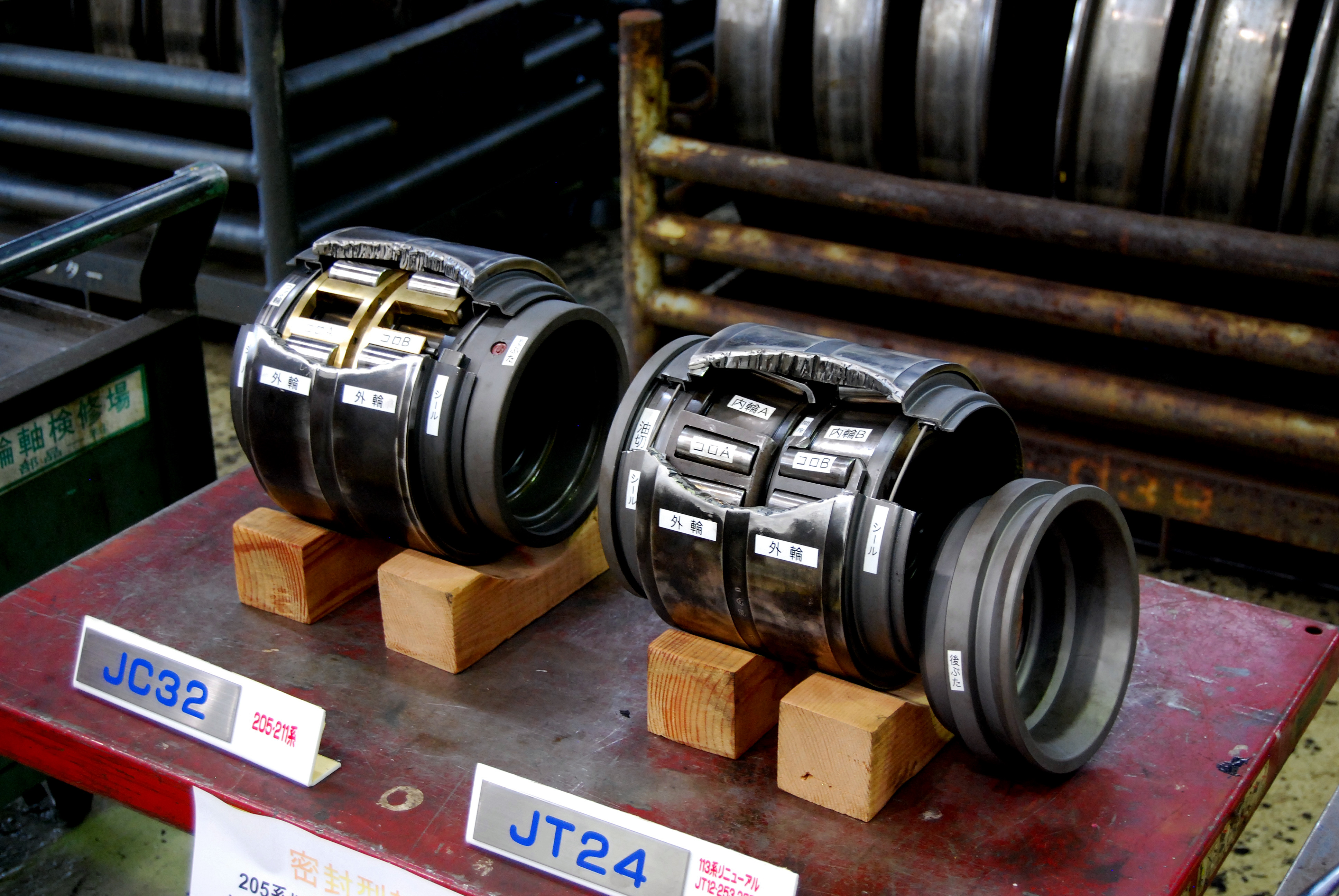
鉄道車両台車に使用される最近の密封型の複列円筒コロ軸受（左側）と複列円錐コロ軸受（右側）、従来の軸受と比較してフリーメンテナンス化とランニングコストの削減を図ることができる。
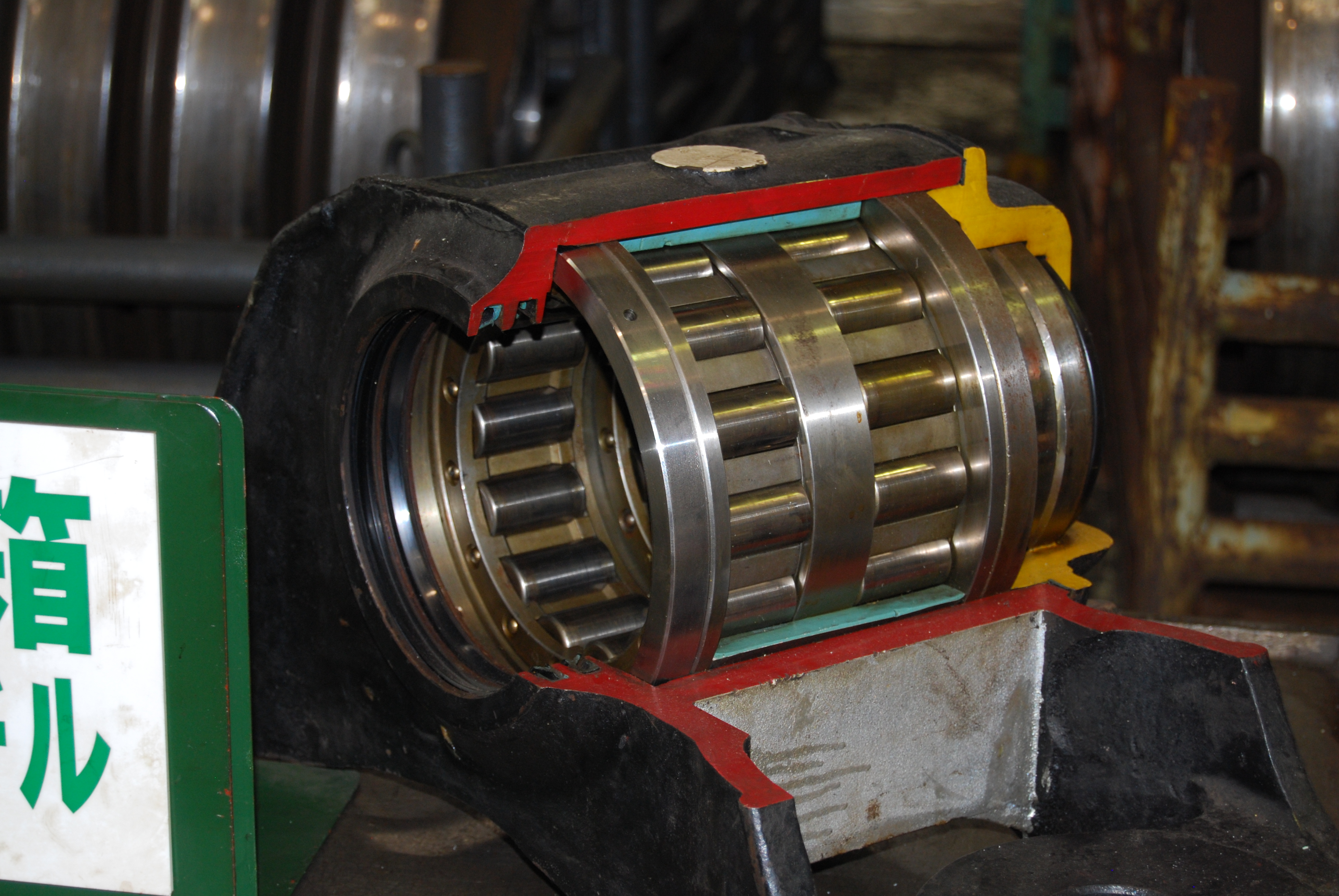
鉄道車両台車の軸箱と装着された軸受（ベアリング）の実物の断面図

## 輪軸
輪軸とは、車輪と車軸を組み立てたもので、駆動装置による動力が伝えられ、レールを走行する部分である。
- 車軸は両端部を軸受の部分（ジャーナル）とその内側に左右の車輪を圧入する輪心座が設けられており、また左右輪心座の間には駆動台車では駆動歯車装置の取付け座（歯車座）が設けられ、付随台車では一定の太さ又は中央部分の径を細めたテーパー状になっており、ディスクブレーキ装着台車ではブレーキディスクの取付け座が設けられている[23]。
- 車輪には、踏面を形成しているタイヤの部分をリムに相当する輪心に焼きばめしたタイヤ付き車輪と、タイヤと輪心が一体に作られた一体圧廷車輪がある。タイヤ付き車輪は、磨耗したタイヤだけ取替えられるが、焼きばめ部分で弛緩や割損などの欠点があるため、現在ではあまり使用されなくなり、一体圧廷車輪がほとんどを占めている[24]。

## その他の装置
その他の台車に装備される装置類としては、以下のようなものがある。
- 滑走防止装置
- 排障器
- スノープラウ
- 砂撒き装置
- 速度検出器
- 集電装置(第三軌条方式の場合)

## 特殊な台車

### 操舵台車・ラジアル台車（輪軸操舵機構つき台車）
操舵台車は輪軸操舵機構により輪軸の方向を変えて曲線をスムーズに通過できるようにした台車である。普通の台車は車体に対して回転することにより曲線区間を滑らかに通過することができるが、それでもなお1台車の2輪軸は一定間隔（ホイールベース）を保って平行に支持されているため、輪軸とレールが完全に直角にはならず、車輪とレールとの間にアタック角（攻撃角とも。レールの円弧の接線と車輪の進行方向のなす角度。）が発生して車輪のフランジやレールを磨耗させるだけでなく騒音（きしり音やゴロゴロ音）を発生させる。もし、各々の車軸の延長線がレールの曲線の中心（曲線半径の中心）を通るように変位させることができればアタック角が0となり、車輪のフランジやレールの磨耗が一層少なくなり騒音の発生を抑え、さらにスムーズに通過することができるようになる。
このため、単台車において、2つの輪軸のそれぞれ左右に備わる軸箱をクロスアンカーリンクでたすき掛けに結合し、台車枠と軸箱の位置関係を可変させることで曲線通過時の横圧低減を目指すラジアル台車が研究開発されるなど、比較的早期から自己操舵のアイデアは注目されていた。だが、この方式はラジアル台車の機構をボギー台車に応用して1970年代に実用化された南アフリカのシェッフェル台車などを含め、一般に軸箱の前後方向の支持剛性を意図的に低下させることになる。この点は1980年代にカナダのバンクーバーで実用化されたスカイトレイン用Mark Iの操舵リンク方式でも同様で、高速走行時には支持剛性が決定的に不足し蛇行動が発生しやすくなるという、致命的な弱点を抱えていた。
そのため、1台車の中で完結する自己操舵機構を高速鉄道向けとして実現するにあたっては、直進時の軸箱について前後支持剛性の確保と、曲線通過時の前後支持剛性低減による操舵性能の確保という、矛盾した要素の両立が強く求められた。さらに、日本では自然振り子式車両の導入の本格化に伴い、曲線区間での横圧の軽減が軌道保守の観点から特に強く要求されるようになり、自然振り子式と組み合わせることを主眼とした自己操舵台車の研究開発が本格化した。この点についてある程度解決が見られるようになったのは1980年代中盤に入って以降のことで、まず1986年に日本の国鉄がDT953形台車として、制御付き自然振り子と同様に軌道の曲線情報をあらかじめ制御装置に記録し、ATS地上子による位置情報と速度情報から曲線進入を検知、油圧により強制自己操舵を行うという方式を開発、381系電車に装着して本線走行試験が行われた。
この方式はただちに実用化されることはなかったが、こうした実験データの蓄積とその後の研究の進展で、1台車に2組ずつ備わる輪軸のいずれか一方の軸箱と台車枠の水平面における位置関係を固定とし、一方のみを操舵可能とすることで曲線と直線の双方での特性の両立が可能な見通しが立ち、1990年代以降、JR東海の383系電車を皮切りに日本のJR各社を中心に制御付き自然振り子車と組み合わせる形で自己操舵台車を導入するケースが増えている。
このほか、リニアモーター地下鉄の車両ではその構造上、一般的な回転式電動機と駆動装置の接合部が不要であることから操舵機構を用いた台車が採用されており、軸箱に積層ゴムを用いることで自己操舵機構を持つ台車が使用されている（半強制操舵台車）。
現在実用化されているのは以下の各種である。
- 各ボギー台車に備わる軸箱の一方について支持剛性を柔らかい設定とする方式
  - JR東海383系電車（車体端側軸箱を柔支持）
- 各ボギー台車の両軸箱をリンクで結合して変位可能とし、各車軸の変位角を均等にする方式
  - スイス国鉄Re460形、BLS AGRe465形（枕木に対して車軸が最大4度まで変位、半径300mの曲線で104km/hでの走行が可能、最高速度230km/h）
- 台車内前後の主電動機および吊り掛け式の駆動装置と輪軸全体が台車中心付近のピボットを中心にして曲線にあわせて台車枠に対して転向する方式
  - スイス国鉄Re450形（最高速度130km/h）、スイス、モントルー・オーベルラン・ベルノワ鉄道GDe4/4形など
- 台車内前後の主電動機および吊り掛け式の駆動装置と輪軸全体が台車中心付近のピボットを中心にして曲線にあわせて台車枠に対して転向するのに加え、さらに前後の主電動機、駆動装置、輪軸をリンクで結合して2軸の車軸の変位角を均等にする方式
  - スイス、レーティッシュ鉄道Ge4/4III形、モルジュ-ビエール-コソネイ地域交通Ge4/4形、モントルー・オーベルラン・ベルノワ鉄道Ge4/4形（1m軌間、設計最高速度120km/h）など
- 曲線区間で車体に対して台車が回転すると、車体と台車の位置関係の変化をリンク機構により輪軸に伝え、両輪軸の延長線が曲線の中心に指向するように角度が与えられる方式
  - JR北海道キハ283系気動車、東京メトロ1000系電車（車体中心側軸箱のみ操舵）
- 台車そのものを転向制御する方式
  - スイス国鉄Re420形・Re620形など1960 - 80年代のスイスの多くの電気機関車、小田急50000形の連接台車など

383系電車のC-DT61形台車。軸箱を支持する軸ばね上部の構造が左右で異なっている（向かって右側の軸箱が柔支持となる）ことに注意
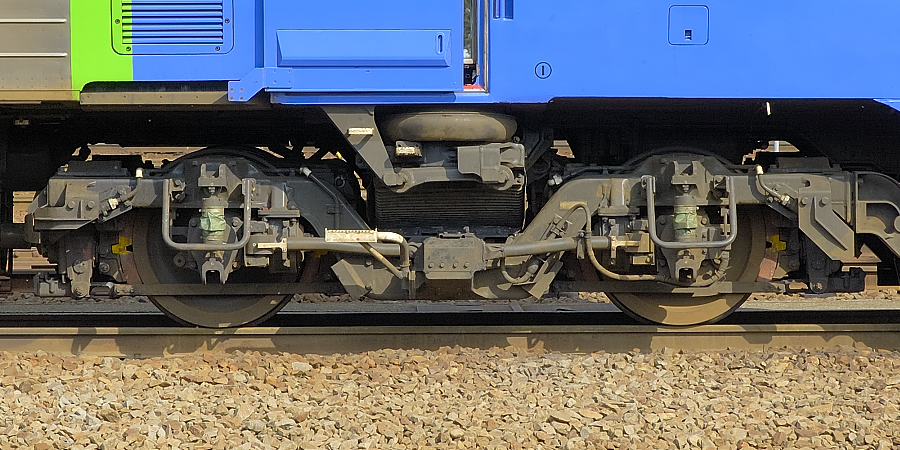
キハ283系気動車のN-DT283形台車。中央の枕ばね下部から左右の軸箱に伸びるリンクに注意

### マキシマム・トラクションボギー

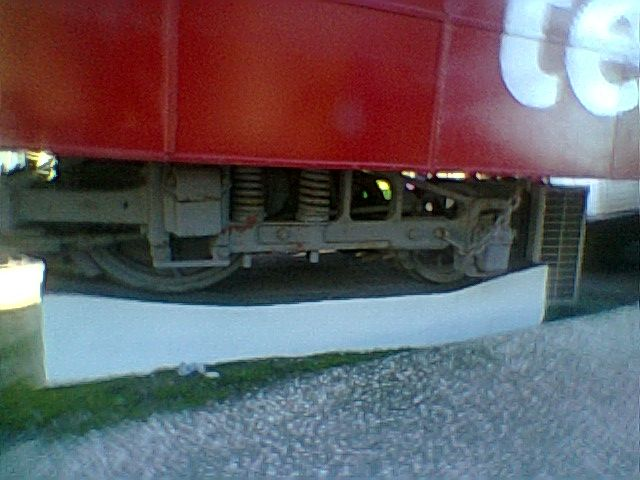
リスボン市電336号

2軸ボギー台車のうち片側だけを動輪とする場合に使用され、車輪径を前後で違えて動輪となる一方を大径とし、心皿位置をも動軸側に偏倚させた構造で粘着力の強化を図った台車である。ブリル社が特許を取った「Eureka Maximum-Traction Truck 22E」（ユーリカ・マキシマム・トラクション・トラック 22E）は、台車中心ピンの無い「仮想心皿方式」や、曲線区間で従輪（小径輪）の荷重を増して脱線を防ぐ「スプリングコンプレッサー」の採用を特徴とする。
マキシマム・トラクション台車はオタマジャクシのように頭を振りながら走るため、高速走行すると脱線の危険が大きくなるという問題がある。

### 偏心台車

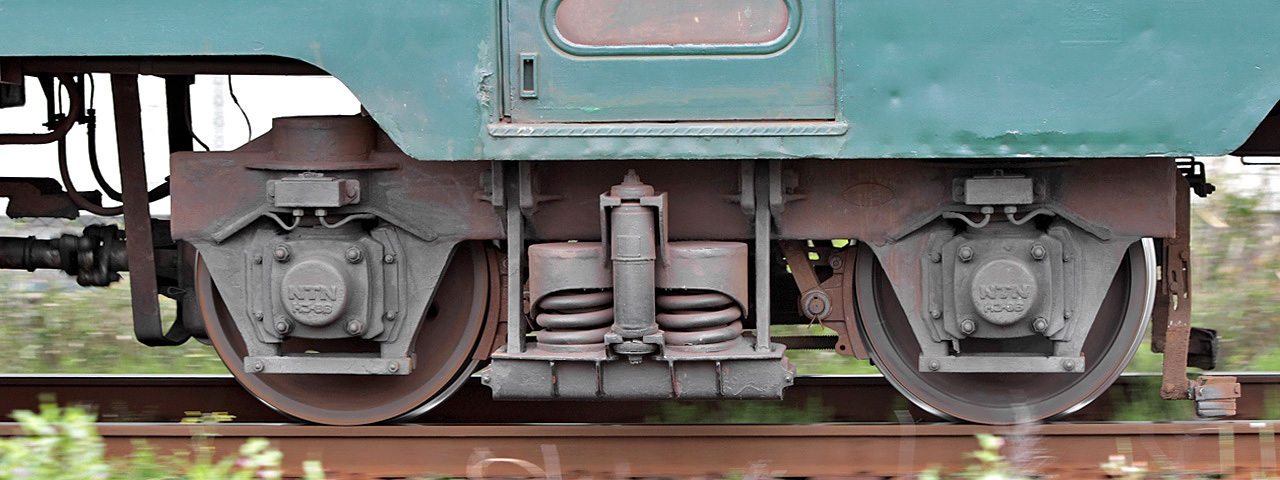
紀州鉄道キハ600形の日本車両製ND208B形偏心台車
動力台車のみ枕ばねが駆動軸に寄っている

気動車用の1軸駆動の2軸ボギー台車の車体支持装置を軸間中央ではなく動軸側に偏らせることにより動軸にかかる軸重を増大させ粘着性能を向上させた台車。1930年代の日本の車輌技術では実用的な1台車2軸駆動や2個エンジン連動制御が開発できなかったため気動車の走行性能確保のため偏心台車や片ボギー車が開発された。マキシマム・トラクション台車も偏心台車の一種であるが、気動車用の偏心台車は日本独自のものとされ、日本車輌製造が製造した大隅鉄道むけ気動車を嚆矢とする。採用車の多くは1930年代製だが、1台車1軸駆動のままで一定の粘着性能が確保できることから戦後製の気動車にも大分交通や熊延鉄道をはじめいくつかの私鉄・第三セクター向け気動車で採用例があり、2015年の時点での日本国内における最終製造事例は1988年製造の由利高原鉄道YR1000形YR1005（新潟鐵工所製）となる。

## 台車の形式名
通常、鉄道車両の形式名とは別に、台車に対しても形式名が付与される。
国鉄では、1929年に実施された台車の形式称号の整理に基づき、ボギー台車をTRの後に形式ごとに数字を付けて呼んでいたが、1949年に実施された台車形式命名基準改正により、動力台車についてはDTと数字の形式に改めた。TRはTruckの略であるが、（MTは主電動機の形式に使われていたため）電動のDを付してDTとした。私鉄用の台車は、メーカーの形式をそのまま使うことが多いが、鉄道事業者で独自に付けることもある。